# Liste von Fahrradwegen auf stillgelegten Bahntrassen
Die Liste von Fahrradwegen auf stillgelegten Bahntrassen enthält eine Auswahl von Bahntrassenradwegen weltweit.

## Belgien
In Belgien werden ehemalige Bahnstrecken systematisch zu Radwegen umgebaut. Für Wallonien siehe RAVeL-Netz.

## Dänemark
- Fodsporet, 40 km zwischen Slagelse und Næstved über Dalmose und 12 km zwischen Dalmose und Skælskør im Südosten von Sjælland, eröffnet 2011[1]
- Himmerlandsstien, 70 km zwischen Viborg und Løgstør im Norden von Jütland, eröffnet 2007
- Naturstien Horsens-Silkeborg Naturpfad, 60 km zwischen Horsens-Silkeborg in Mitteljütland[2]

## Deutschland

### Baden-Württemberg

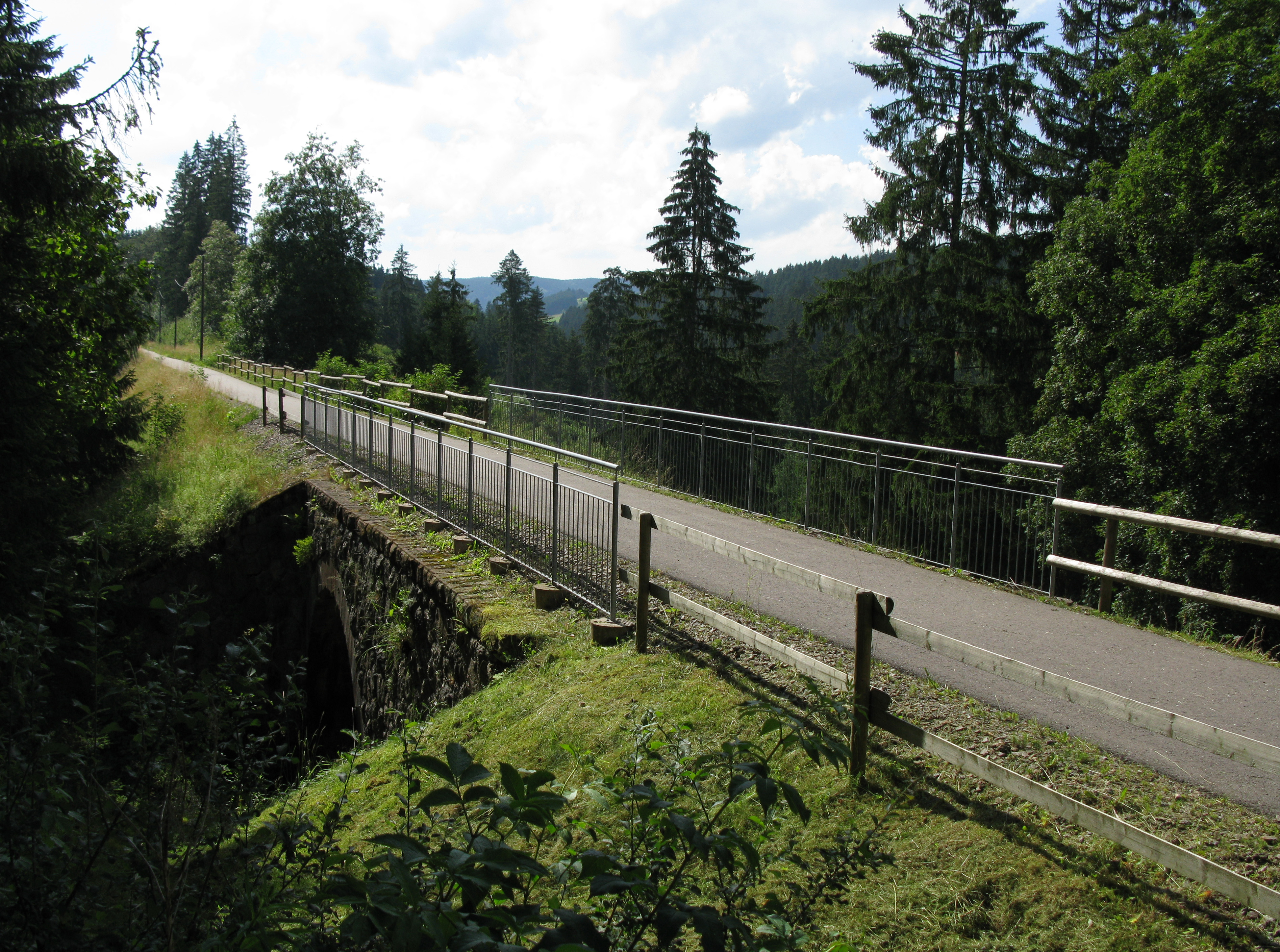
„Bähnleradweg“ bei Lenzkirch im Hochschwarzwald

- Ehemalige Schmalspurbahn Nagold–Altensteig (Altensteigerle)
- Ehemalige Hohenstaufenbahn Göppingen–Schwäbisch Gmünd
- Ehemalige Siebenmühlentalbahn zwischen Leinfelden und Waldenbuch
- Trasse des Odenwaldexpresses von Mosbach nach Mudau
- Abschnitte der Bahnstrecke Wiesloch–Meckesheim
- Abschnitte der Bahnstrecke Wiesloch Stadt–Waldangelloch
- Abschnitt der Pforzheimer Kleinbahn zwischen PF-Brötzingen und Birkenfeld bietet gemächlichen Aufstieg aus dem Enztal ins Pfinztal Richtung Karlsruhe
- Bähnle-Radweg im Hochschwarzwald von Bonndorf über Lenzkirch nach Titisee-Neustadt
- Einzelne Abschnitte der Bottwartalbahn, z. B. Ilsfeld-Sontheim (Heilbronn)
- Isny-Bähnle in Kempten (Allgäu), Landkreis Oberallgäu/Westallgäu (württembergischer Teil)
- Ehemalige Bahnstrecke Schiltach–Schramberg im Schiltachtal
- Ehemalige Untere Kochertalbahn zwischen Bad Friedrichshall-Jagstfeld und Ohrnberg ab 2008
- Ehemalige Bahnstrecke Waldenburg–Forchtenberg im Kochertal über Künzelsau, Gesamtstrecke 22 km
- Todtnauerli-Weg entlang der ehemaligen Bahnstrecke Zell im Wiesental–Todtnau im Oberen Wiesental, heute ein Teil des Wiesental Radweges

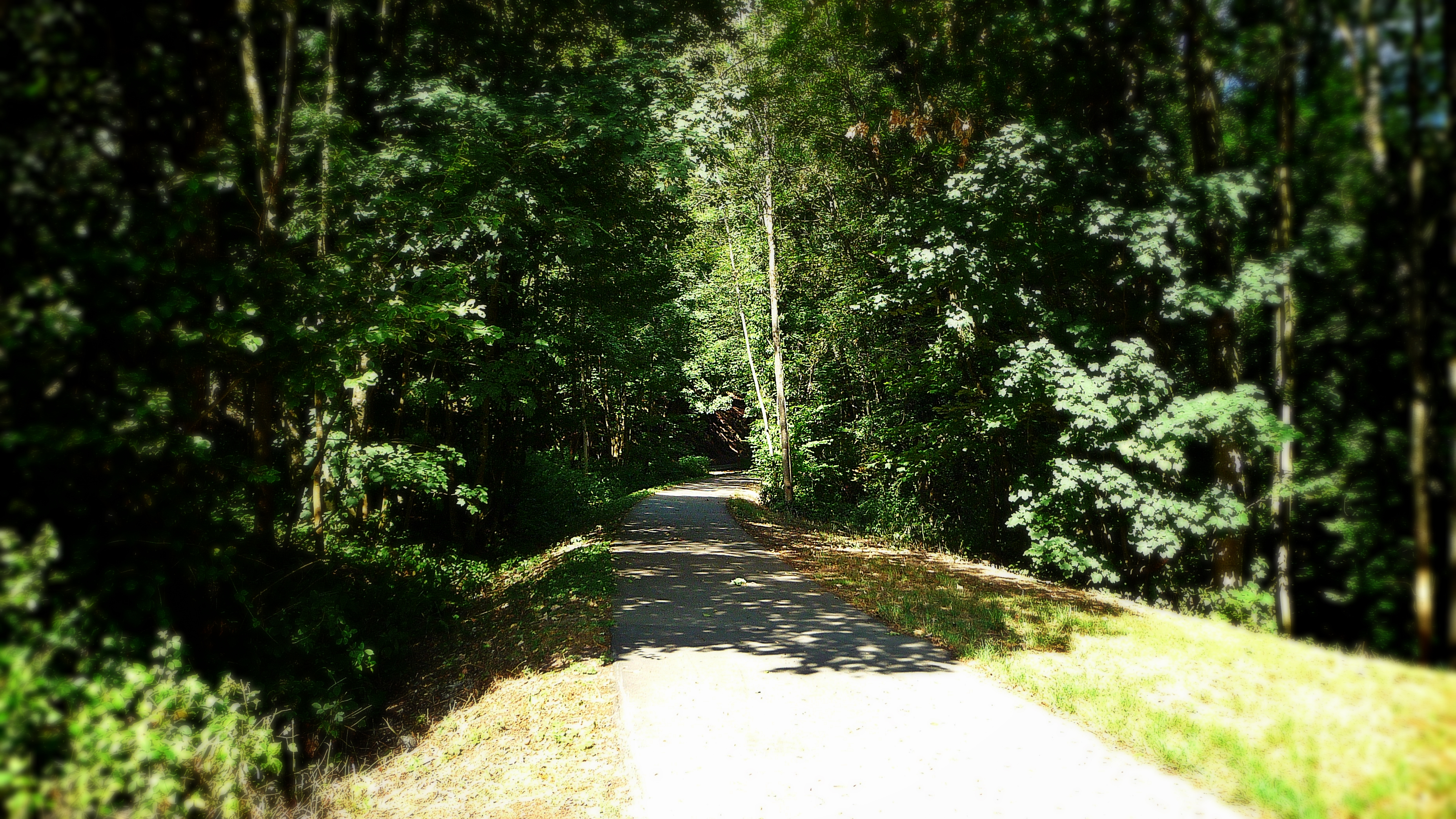
Radweg auf der Trasse der ehemaligen Bahnstrecke Neckarsteinach-Schönau.

- Radweg auf der Trasse der ehemaligen Bahnstrecke Neckarsteinach-Schönau.Ehemalige Bahnstrecke Neckarsteinach–Schönau.
- Abschnitt der Tälesbahn Geislingen (Steige)–Wiesensteig zwischen Bad Überkingen und Mühlhausen im Täle
- Ehemalige Bahnstrecke Baden-Oos–Baden-Baden.
- Ehemalige Bahnstrecke durch Vaihingen/Enz.[3]

### Bayern
- Mittelfranken

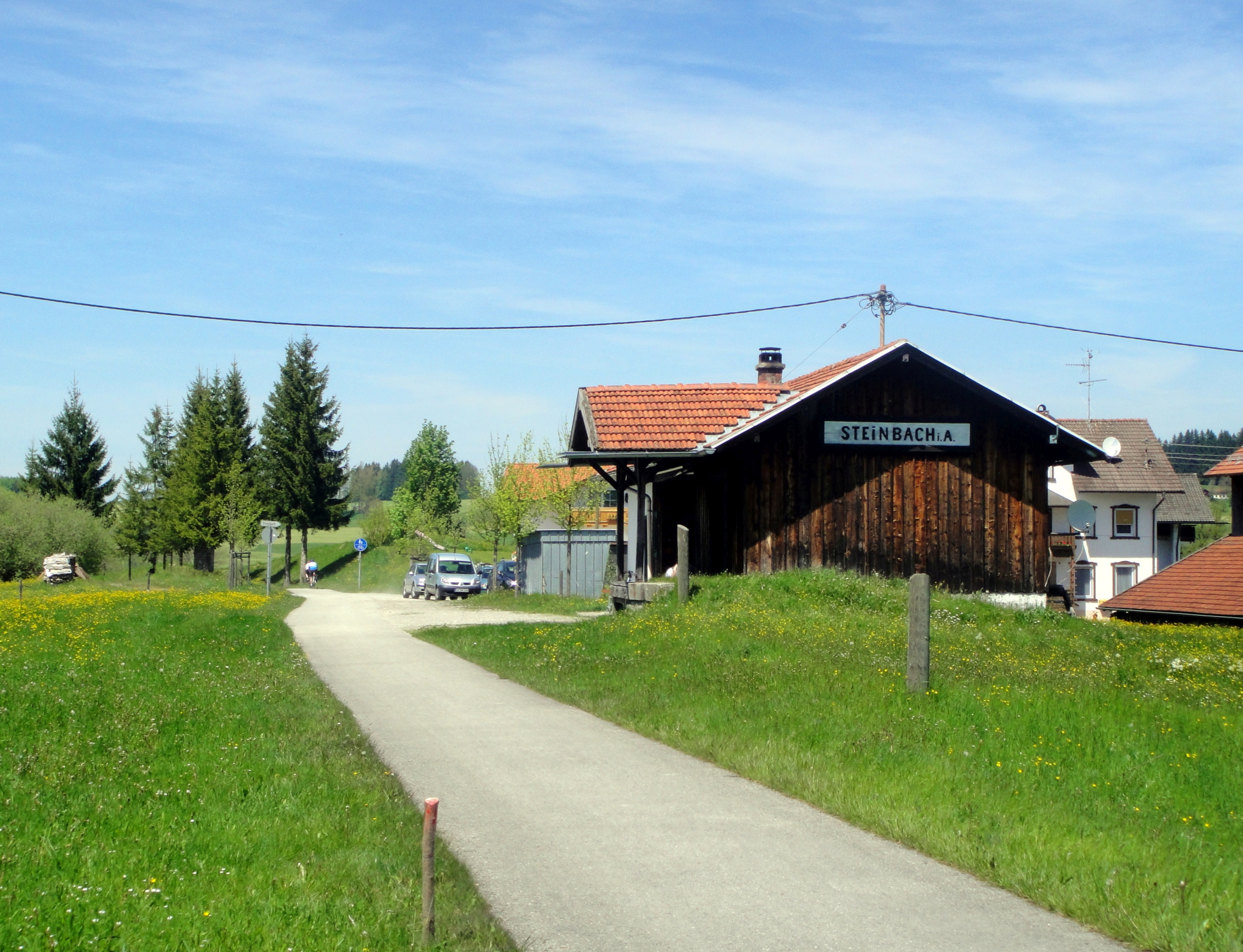
„Dampflokrunde“ an der ehemaligen Bahnstation Steinbach i. Allgäu

  - Gredl-Radweg von Hilpoltstein nach Greding auf der ehemaligen Bahnstrecke Roth–Greding[4]
  - Radweg Leichendorf–Andorf auf Teilen der ehemaligen Trasse der Bibertbahn
- Mittel- und Oberfranken
  - Aischtalradweg auf Teilen der ehemaligen Trasse der Aischtalbahn
- Oberfranken
  - Hochweg Fränkische Schweiz im Abschnitt Bayreuth–Hollfeld (29 km), inkl. „Uni-Highway“ im Stadtgebiet Bayreuth, auf der ehemaligen Bahnstrecke Bayreuth–Hollfeld
  - Brückenradweg Bayern-Böhmen zwischen Fichtelberg und der Stadt Asch (47 km), u. a. auf stillgelegten Bahnstrecken
  - Bahnstrecke Frensdorf–Ebrach zwischen Burgebrach und Ebrach
  - Abschnitte der Itzgrundbahn
  - Bahnstrecke Kronach–Nordhalben, Abschnitte in Kronach und Marktrodach sowie von Zeyern bis Steinwiesen
  - Bahnstrecke Schlömen–Bischofsgrün ab Bad Berneck
  - Bahnstrecke Bayreuth–Warmensteinach ab Sophienthal
  - weite Teile der abgebauten Bahnstrecke Bayreuth Altstadt–Kulmbach
- Unterfranken
  - Gaubahn-Radweg von Ochsenfurt nach Röttingen auf der Trasse der ehemaligen Gaubahn
  - Rhönexpress-Bahnradweg auf der abgebauten Bahnstrecke Jossa–Wildflecken
  - Brendtalradweg zwischen Bad Neustadt an der Saale und Bischofsheim in der Rhön auf der ehemaligen Bahnstrecke Bad Neustadt–Bischofsheim[5]
  - Radweg zwischen Bad Königshofen und Bad Neustadt
  - Spessartbahn nach Heimbuchenthal
  - Radweg auf dem Hofheimerle
  - Main-Radweg auf Teilen der abgebauten Bahnstrecke Lohr–Wertheim
- Oberpfalz
  - Bayerisch-Böhmischer Freundschaftsweg auf der ehemaligen Bahnstrecke Nabburg–Schönsee
  - Bockl-Radweg auf der ehemaligen Bahnstrecke Neustadt–Eslarn
  - Radweg Haselmühl–Schmidmühlen auf der ehemaligen Bahnstrecke Amberg–Schmidmühlen
  - Radweg Regensburg–Falkenstein auf der ehemaligen Bahnstrecke Regensburg–Falkenstein
  - Radweg Sinzing–Alling auf der ehemaligen Bahnstrecke Sinzing–Alling
  - Radweg Wiesau–Bärnau auf der ehemaligen Bahnstrecke Wiesau–Bärnau
  - Regen–Schwarzach–Radweg zum Teil auf der ehemaligen Bahnstrecke Bodenwöhr–Rötz
  - Schwarzachtal-Radweg zum Teil auf der ehemaligen Bahnstrecke Bodenwöhr–Rötz
  - Schweppermann–Radweg auf der ehemaligen Bahnstrecke Amberg–Lauterhofen
- Oberpfalz und Niederbayern
  - Donau–Regen–Radweg auf der ehemaligen Bahnstrecke Straubing–Miltach von Bogen nach Miltach[6][7]
  - Regentalradweg auf der ehemaligen Bahnstrecke Gotteszell–Blaibach von Viechtach nach Blaibach.
- Niederbayern
  - Nationalparkradwanderweg im Nationalpark Bayerischer Wald auf der Trasse der Spiegelauer Waldbahn
  - Adalbert Stifter-Radweg auf der ehemaligen Bahnstrecke Waldkirchen–Haidmühle
  - Radweg zwischen Hengersberg und Kalteneck auf der Vorderwaldbahn
  - Bockerlbahn-Radweg auf der ehemaligen Bahnstrecke Landau–Arnstorf
  - Trasse der demontierten Bahnstrecke Simbach–Pocking ab Tutting
- Oberbayern
  - Schambachtalbahn-Radweg von Ingolstadt über Kösching und Altmannstein nach Riedenburg im Altmühltal
  - Altmühlbahn zwischen Eichstätt-Stadt und Ortseingang Pfünz
  - Chiemgau-Radweg zum Teil auf der Trasse der ehemaligen Waldbahn zwischen Ruhpolding und Reit im Winkl
  - Isarradweg zwischen Großhesselohe und Thalkirchen auf der Trasse der Isartalbahn
  - Nördlicher Teil der Trasse der Lokalbahn Bad Aibling–Feilnbach
  - ehemalige Bahnstrecke zwischen Marienberg und Burghausen-Altstadt („Alter Bahnhof“ im Ortsteil Napoleonshöhe)[8]
  - Bahnstrecke Landl (Oberbay) Abzw–Frasdorf ab Rohrdorf
  - Vilstalradweg zum Teil auf der ehemaligen Bahnstrecke Dorfen–Velden[9]
- Schwaben
  - Dampflokrunde im Landkreis Ostallgäu
  - Isny-Bähnle im Landkreis Oberallgäu/Westallgäu (bayerischer Teil)
  - Abschnitt Neusäß–Welden der früheren Weldenbahn im Landkreis Augsburg
  - Teile der abgebauten Bahnstrecke Ungerhausen–Ottobeuren (8,5 km, Landkreis Unterallgäu)

### Brandenburg

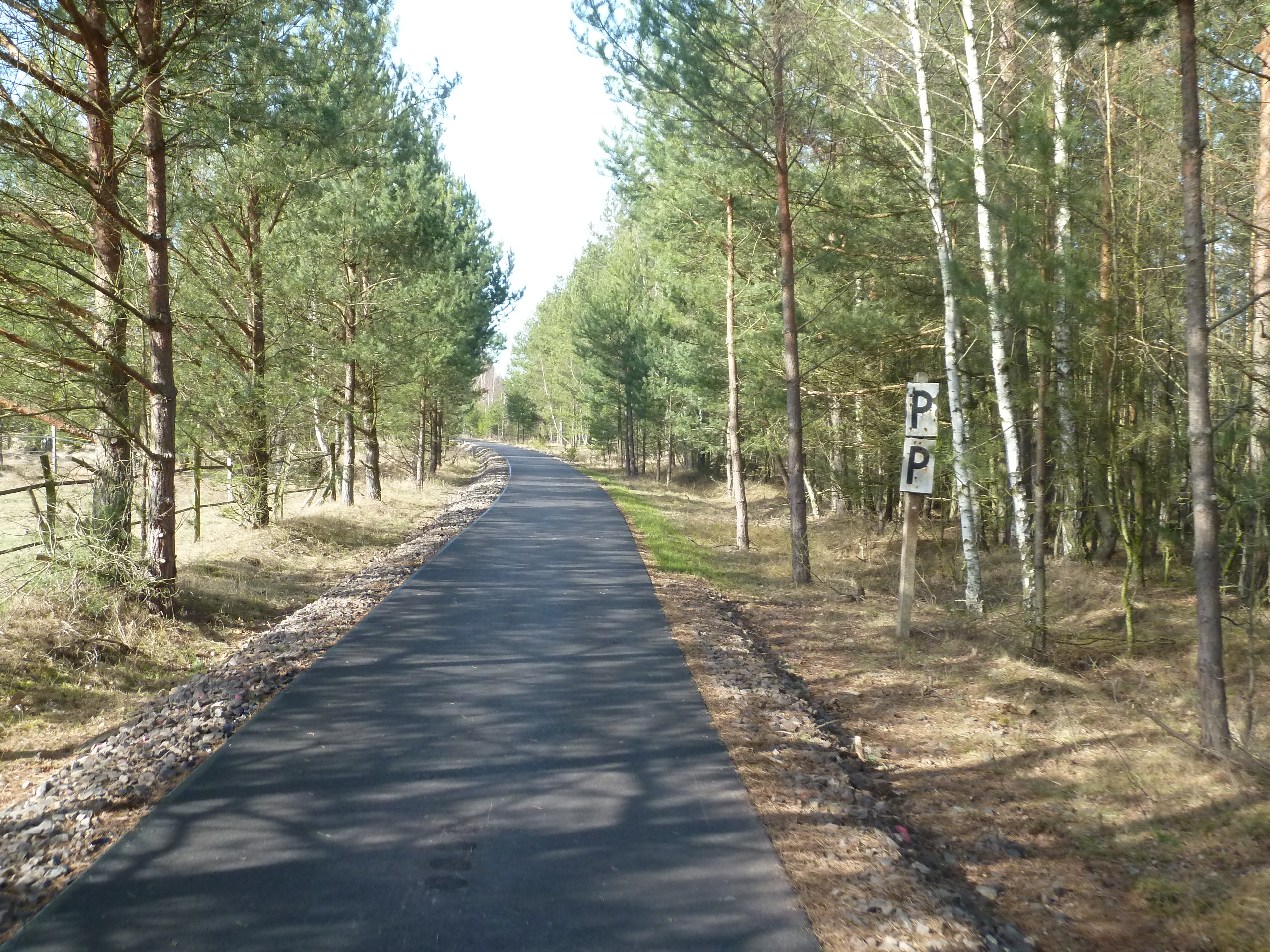
Radweg auf einem Teilstück der „Buckautalbahn“

- Oderbruchbahnradweg (Fürstenwalde/Spree–Seelow) abschnittsweise auf der Trasse der Oderbruchbahn
- Abschnitt Beeskow Groß Rietz der Bahnstrecke Fürstenwalde–Beeskow[10]
- Wriezen – polnische Grenze (Bahnstrecke Wriezen–Godków)
- Köpernitz – Görzke (Bahnstrecke Wusterwitz–Görzke)
- Paulinenaue – Fehrbellin (Paulinenaue-Neuruppiner Eisenbahn)
- Bahnstrecke Forst–Guben zwischen Grießen und Mulknitz (Oder-Neiße-Radweg)
- Bahnstrecke Fährkrug–Fürstenwerder
- Bahnstrecke Löwenberg–Flecken Zechlin zwischen Rheinsberg und Flecken Zechlin
- Bahnstrecke Tantow–Gartz (unbefestigt)
- Abschnitte zwischen Sielow und Burg der Spreewaldbahn

### Bremen
- Grünzug West von Walle nach Oslebshausen auf einem ehemaligen Streckenverlauf der Bahnstrecke Bremen–Bremerhaven[11][12]
- Abschnitte der Niederweserbahn
- Jan-Reiners-Weg von Horn über Borgfeld (Bremen) nach Lilienthal (Niedersachsen) auf der ehemaligen Trasse der Kleinbahn Bremen–Tarmstedt, genannt „Jan Reiners“[13]
- Bremerhaven Geestemünde bis Wulsdorf: auf Anschlussgleisen der Bremerhavener Hafenbahn[14]

### Hamburg
- Marschbahndamm-Radweg auf der ehemaligen Hamburger Marschbahn
- Kleinbahn-Wanderweg auf der Strecke der ehemaligen Kleinbahn Alt-Rahlstedt-Volksdorf-Wohldorf von Meiendorfer Weg bis Wohldorf.

### Hessen

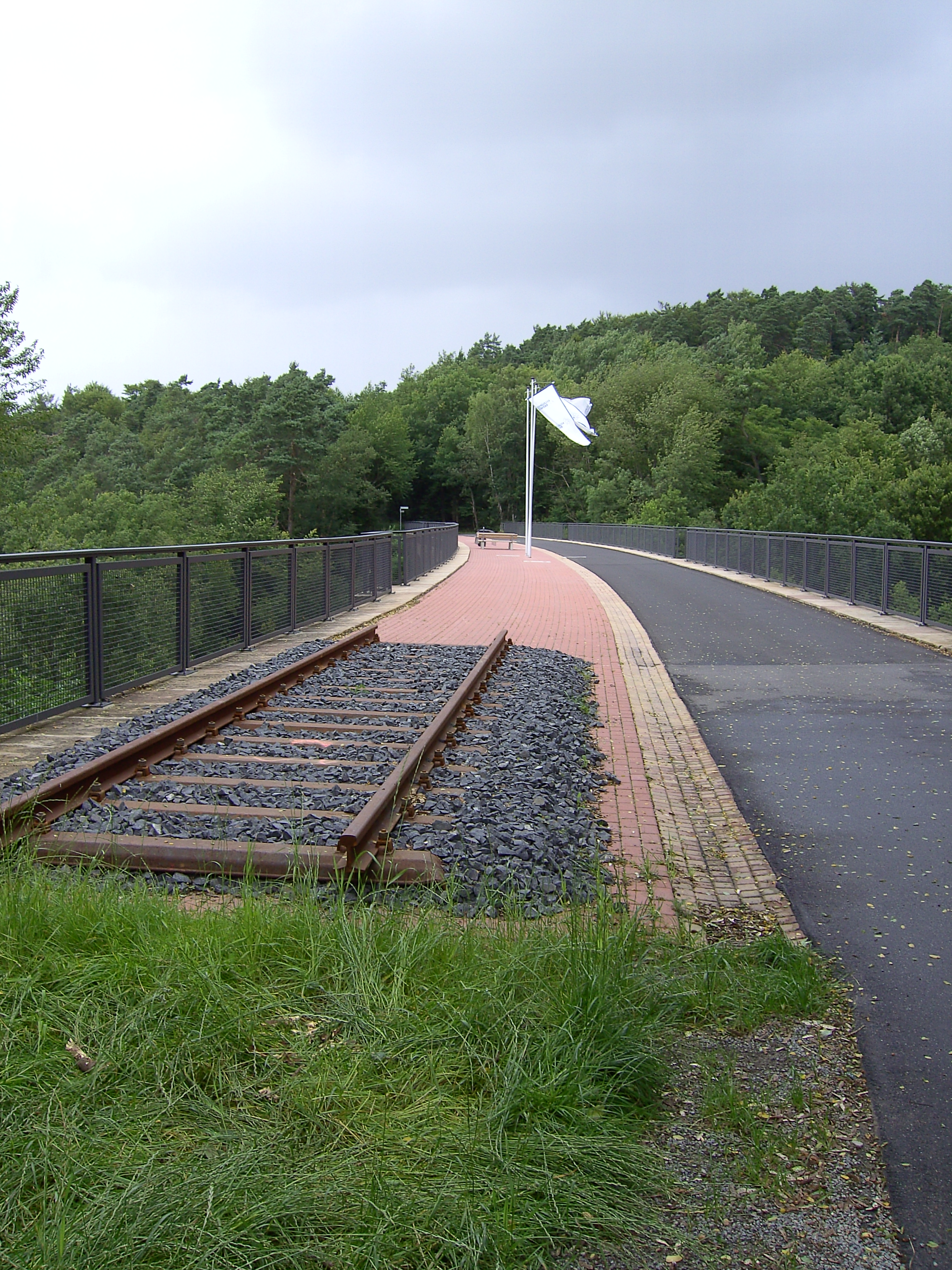
Kegelspiel-Radwanderweg über den Klausmarbacher Viadukt

Der BahnRadweg Hessen führt auf mehreren ehemaligen Bahntrassen durch den Vogelsberg und die Rhön, dabei nutzt er teils Wege parallel zu noch bestehenden Bahnstrecken, abseits von Bahnstrecken sowie hauptsächlich die schon länger bestehenden Radwege: Vulkanradweg, Vogelsberger Südbahnradweg, Milseburgradweg, Ulsterradweg und den Solztalradweg.
| Name                       | Region                      | von                           | nach                        | ehem. Bahnstrecke                        | Länge (Bahntrasse) | Länge (insgesamt) | max. Steigung | Eröffnung | Bemerkung |
| -------------------------- | --------------------------- | ----------------------------- | --------------------------- | ---------------------------------------- | ------------------ | ----------------- | ------------- | --------- | --- |
| Carlsbahn-Radweg           | Nordhessen                  | Bad Karlshafen                | Hümme                       | Carlsbahn                                | 9,3 km             | 19,4 km           |               | 2014      | Teil des Diemelradwegs, Nutzung des Deiseler Tunnels (202 m) |
| Söhrebahn-Radweg           | Nordhessen                  | Lohfelden                     | Wellerode Wald              | Söhrebahn                                |                    | 7 km              |               |           | |
| –                          | Nordhessen                  | Grifte                        | Gudensberg                  | Bahnstrecke Grifte–Gudensberg            | 6,2 km             | 11 km             |               |           | |
| Ederseebahn-Radweg         | Nordhessen                  | Korbach                       | Buhlen                      | Bahnstrecke Wega–Brilon Wald             | 26 km              | 27,8 km           |               | 2008–2013 | Nutzungs eines stillgelegten Teilstücks der Bahnstrecke unter Einbeziehung von Tunnels und Viadukten |
| –                          | Nordhessen                  | Hatzfeld                      | Holzhausen                  | Oberen Edertalbahn                       |                    |                   |               |           | Teil des Ederauenradwegs, abschnittsweise auf alter Trasse |
| Linspher Radweg            | Nordhessen                  | Allendorf (Eder)              | Hallenberg                  | Bahnstrecke Nuttlar–Frankenberg          |                    |                   |               |           | Nutzung eines stillgelegten Teilstücks der Bahnstrecke. Führt durch hessisches und nordrhein-westfälisches Gebiet. Nutzung des Schlund, alter Bahntunnel (315 m) bei Bromskirchen                                                    |
| Werratal-Radweg            | Nordhessen                  | Treffurt                      | Eschwege                    | Bahnstrecke Schwebda–Wartha              |                    |                   |               |           | abschnittsweise auf alter Trasse |
| Bahnradweg Rotkäppchenland | Nordhessen                  | Treysa                        | Wahlshausen                 | Knüllwaldbahn                            | 34 km              | 36 km             | 3 %           | 2008–2013 | |
| –                          | Nordhessen                  | Volkmarsen                    | Warburg (Westfalen)         | Bahnstrecke Warburg–Sarnau (Marburg)     |                    |                   |               |           | Teil des Twisteradwegs |
| –                          | Nordhessen                  | Bad Salzschlirf               | Niederjossa                 | Bahnstrecke Bad Salzschlirf–Niederjossa  | 10,8 km            | 23,7 km           |               | 1999–2002 | Wird zum Vulkanradweg und zum Fuldaradweg gezählt |
| –                          | Nordhessen                  | Treysa                        | Relbehausen                 | Bahnstrecke Leinefelde–Treysa            |                    |                   |               |           | Kreistagsbeschluss 2019, Stand November 2020 in Diskussion. Anderer Abschnitt als der Kanonenbahn-Radweg. |
| –                          | Nordhessen                  | Gemünden (Wohra)              | Jesberg                     | Kellerwaldbahn                           | 17 km              |                   |               |           | Stand Juli 2020 in Untersuchung |
| Ulsterradweg               | Osthessen                   | Philippsthal                  | Hilders                     | Ulstertalbahn                            |                    | 53 km             | 12 %          |           | wechselt mehrmals zwischen Hessen und Thüringen |
| Milseburgradweg            | Osthessen                   | Petersberg/Götzenhof          | Hilders                     | Rhönbahn                                 |                    | 27 km             | 3 %           | ab 2003   | Nutzung des Milseburgtunnels (1.172 m) |
| Kegelspiel-Radweg          | Osthessen                   | Hünfeld                       | Wenigentaft                 | Bahnstrecke Hünfeld–Wenigentaft-Mansbach |                    | 27 km             | 2 %           | 2007      | Nutzung des Klausmarbacher Viadukts, steilere Umfahrung von Naturschutzgebieten |
| Solztalradweg              | Osthessen                   | Bad Hersfeld                  | Schenklengsfeld             | Hersfelder Kreisbahn                     | 12 km              | 28 km             |               |           | |
| –                          | Mittelhessen                | Breidenbach                   | Niedereisenhausen           | Scheldetalbahn                           | 4,8 km             | 7,5 km            |               |           | |
| –                          | Mittelhessen                | Burg (Herborn)                | Offenbach (Mittenaar)       | Aar-Salzböde-Bahn                        | 3,2 km             | 9,9 km            |               | 2007–2010 | |
| –                          | Mittelhessen                | Rennerod                      | Burg (Herborn)              | Westerwaldquerbahn                       | 14,3 km            | 28,1 km           |               | 1986/2001 | |
| Rabenscheider Tunnel       | Mittelhessen                | Rabenscheid                   | Breitscheid (Hessen)        | Bahnstrecke Haiger–Breitscheid           | 1,8 km             |                   |               | 2022      | Von der Bahntrasse werden lediglich der Tunnel und wenige Meter im Anschluss genutzt. Eröffnung zum Hessentag 2022 geplant. |
| –                          | Mittelhessen                | Cappel                        | Ebsdorf                     | Marburger Kreisbahn                      | 7,6 km             | 9,4 km            |               | 2010      | abschnittsweise auf alter Trasse |
| –                          | Mittelhessen                | Ober-Ofleiden                 | Gemünden (Felda)            | Ohmtalbahn                               | 7,5 km             |                   |               |           | Nutzung der Bahntrasse wurde 2016 beschlossen, Stand Februar 2022 angesichts Reaktivierungsbemühungen jedoch nicht umgesetzt |
| Lumda-Wieseck-Radweg       | Mittelhessen                | Rabenau (Hessen)              | Geilshausen                 | Lumdatalbahn                             | 2,6 km             | 29 km             |               | 2005–2006 | Auf kurzem Abschnitt auf Bahntrasse gelegt |
| –                          | Mittelhessen                | Hungen                        | Mücke                       | Horlofftalbahn/Seentalbahn               | 18,3 km            | 26,5 km           |               | ab 2010   | Hungen–Villingen seit 2010 ganz auf der alten Trasse, Laubach seit 2016, Laubacher Wald seit 2019. Laubacher Wald–Mücke abschnittsweise auf der alten Trasse, Ausbau inkl. Freienseener Tunnel aus Kostengründen zunächst verworfen. |
| –                          | Mittelhessen                | Queckborn                     | Grünberg (Hessen)           | Butzbach-Licher Eisenbahn                | 3,6 km             | 9,3 km            |               |           | Als Radweg ausgeschilderter Wirtschaftsweg auf ehemaligem Trassenteilstück, Teil des Radfernwegs R 6 |
| Vulkanradweg               | Mittelhessen                | Lauterbach Süd                | Stockheim                   | Oberwaldbahn                             | 74 km              | 93 km             | 6 %           | 2000–2003 | Fahrradbus-Anbindung |
| Ulmtalradweg               | Mittelhessen                | Biskirchen                    | Beilstein (Greifenstein)    | Ulmtalbahn                               | 11 km              | 21,5 km           |               | 2011–2016 | Querverbindung zwischen den Radfernwegen R 7 und R 8 |
| Vogelsberger Südbahnradweg | Mittelhessen, Südhessen     | Hartmannshain                 | Wächtersbach                | Vogelsberger Südbahn                     | 2 km               | 35 km             | 14 %          | 2004      | |
| Weiltalweg                 | Mittelhessen                | (Rotes Kreuz –) Audenschmiede | Gensbergtunnel (– Weilburg) | Weiltalbahn                              | 16 km              | 48 km             |               | 2001      | Bahnstrecke noch nicht entwidmet, Fahrradbus-Anbindung, Zubringer Audenschmiede–Heinzenberg auf alter Trasse befahrbar |
| Kerkerbachtal-Radweg       | Mittelhessen                | Kerkerbach                    | Mengerskirchen              | Kerkerbachbahn                           | 10,9 km            | 32,6 km           |               | 2011      | Nur geringe Anteile auf der alten Trasse und starke Steigungen |
| –                          | Südhessen                   | Hailer                        | Altenmittlau                | Freigerichter Kleinbahn                  | 4 km               | 9 km              |               |           | abschnittsweise auf alter Trasse |
| –                          | Südhessen                   | Roßbach                       | Bieber                      | Spessartbahn                             | 1 km               | 3 km              |               |           | abschnittsweise auf alter Trasse |
| –                          | Südhessen                   | Seckbach                      | Bergen-Enkheim              | Frankfurter Straßenbahnlinie 12          | 2 km               |                   |               |           | Die Gleise wurden nicht abgebaut und unter einem Vlies konserviert |
| –                          | Südhessen                   | Unter-Waldmichelbach          | Wahlen                      | Überwaldbahn                             | 5 km               |                   |               | ab 2000   | Draisinenverkehr auf einem anderen Streckenabschnitt |
| –                          | Südhessen                   | Hetzbach                      | Beerfelden                  | Bahnstrecke Hetzbach–Beerfelden          | 1,4 km             | 3,3 km            |               |           | Querung der B 45 verhindert vollständige Nutzung der Bahntrasse |
| –                          | Südhessen/Baden-Württemberg | Neckarsteinach                | Schönau                     | Bahnstrecke Neckarsteinach–Schönau       |                    |                   |               | 2008      | |

### Mecklenburg-Vorpommern
- Abschnitt Meiningenbrücke–Zingst auf der Trasse der Darßbahn (Rückumwandlung in Bahnstrecke geplant)
- Abschnitt Möllenhagen–Neubrandenburg auf der Trasse der Bahnstrecke Parchim–Neubrandenburg
- Abschnitt Stralsund–Siemersdorf (bei Tribsees) auf der Trasse der Bahnstrecke Stralsund–Tribsees
- Abschnitt Thurow–Groß Daberkow auf der Trasse der Bahnstrecke Wittenberge–Strasburg
- Trasse der Kreidebahn bei Martinshafen auf Rügen

### Niedersachsen
- Vareler Nebenbahnen
  - zwischen Zetel und Bockhorn

Trasse der früheren Kleinbahn Lohne–Dinklage in Brockdorf-Nord unter der A 1

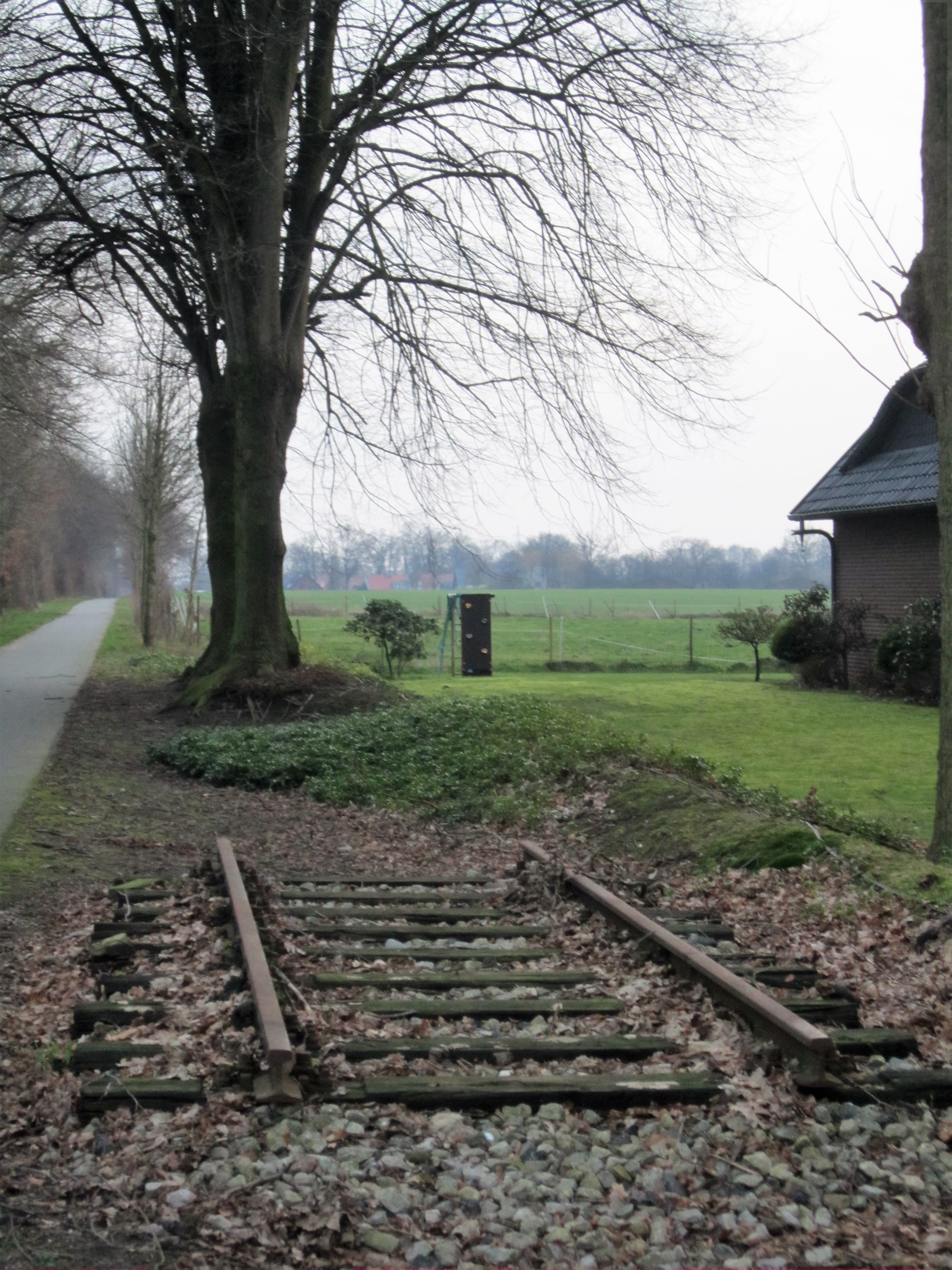
Frühere Bahntrasse Ahlhorn–Vechta in Calveslage

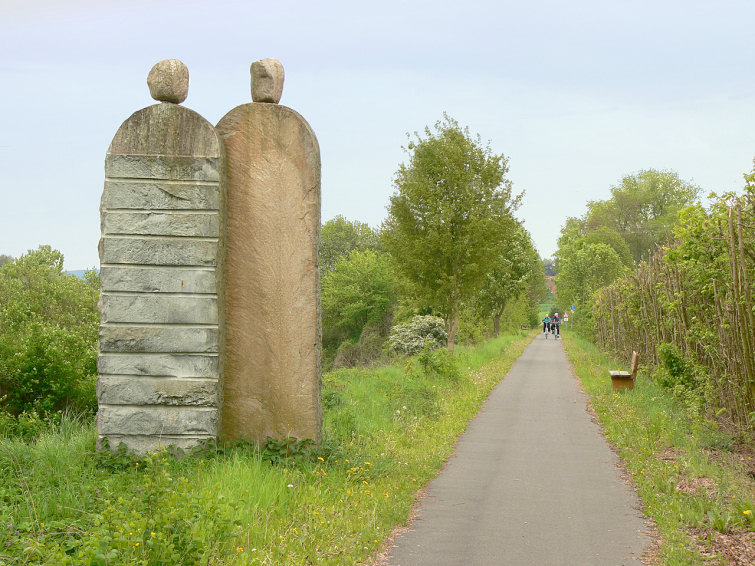
Rad- und Skulpturenweg auf früherer Bahntrasse bei Lamspringe als Skulpturenweg

Ehemalige Bahnhofsausfahrt von Brunnenbachsmühle; die rechte Strecke gehört zum Südharz-Eisenbahn-Radwanderweg

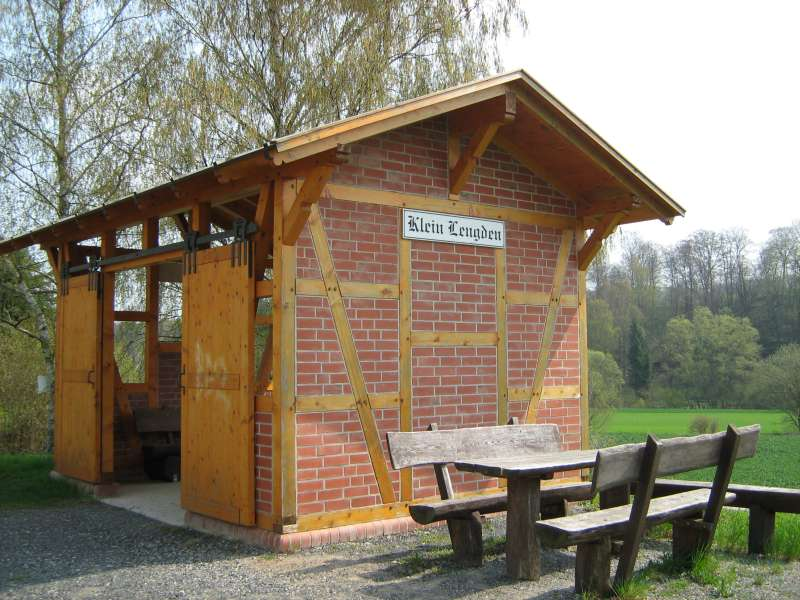
Rastplatz am ehemaligen Bahnhof von Klein Lengden an der Gartetalbahn am Weser-Harz-Heide-Radfernweg

- Kleinbahn Bad Zwischenahn–Edewechterdamm
  - zwischen Bad Zwischenahn-Bahnhof und Küstenkanal (teilweise Reiherweg)
- Kleinbahn Ihrhove–Westrhauderfehn
  - zwischen Ihrhove und Westrhauderfehn
- Butjadinger Bahn
  - zwischen Nordenham und Stollhamm
- Niederweserbahn
- Bahnstrecke Oldenburg–Brake
  - zwischen Großenmeer und Brake
- Bahnstrecke Vechta–Ahlhorn
  - zwischen Vechta und Ahlhorn
- Kleinbahn Lohne–Dinklage
  - zwischen Lohne (Oldenburg) und Dinklage
- Bahnstrecke Holdorf–Damme
  - zwischen Holdorf (Niedersachsen) und Damme (Dümmer)
- Bahnstrecke Bremervörde–Walsrode
  - in Rotenburg
  - zwischen Bothel und Wittorf („Hohe Heide“, vgl. hier)
- Bahnstrecke Bielefeld–Hameln
  - zwischen Reher und Aerzen
  - zwischen Aerzen und Groß Berkel
  - in Wangelist
- Lammetalbahn
  - zwischen Lamspringe und Bad Gandersheim (Skulpturenweg Lamspringe–Bad Gandersheim; s. Bild)
- Bahnstrecke Osterode–Kreiensen
  - zwischen Lasfelde-Süd und Badenhausen-Süd
  - zwischen Westerhof und Willershausen
  - zwischen Sebexen-Nord und Opperhausen-Ost
- Oberharzbahn
  - zwischen Langelsheim-Süd und Lautenthal-Mitte
  - zwischen Lautenthal-Süd und Wildemann-Nord
- Südharzeisenbahn (Südharz-Eisenbahn-Radwanderweg)
  - zwischen Braunlage und Wieda-Nord
  - zwischen Wieda-Mitte und Walkenried
- Odertalbahn
  - zwischen Bad Lauterberg-Odertal und Bad Lauterberg-Kurpark
- Bahnstrecke Bleicherode–Herzberg
  - zwischen Herzberg (Harz) (Bahnhofsausfahrt) und Rhumspringe (Dammstraße)
  - zwischen Rhumspringe (Bahnhof) und Hilkerode (Haltepunkt)
  - zwischen Zwinge (Ortsende) und Weißenborn-Lüderode (Bahnhof)
- Untereichsfeldbahn
  - zwischen Wulften am Harz und Rollshausen
  - zwischen Gerblingerode und Teistungen
  - zwischen Ferna und Wintzingerode
- Göttinger Kleinbahn
  - zwischen westlich von Benniehausen und Rittmarshausen-Ost
  - zwischen südlich von Rittmarshausen und Beienrode
  - zwischen Nesselröden und westlich von Westerode
  - in Duderstadt (zwischen Am Euzenberg und Industriestraße)
- Hannöversche Südbahn (bzw. Dransfelder Rampe)
  - zwischen Göttingen (Friedhof) und Rischenkrug/B3, nördlich von Klein Wiershausen
  - zwischen Wellersen und nördlich von Scheden
- Braunschweiger Ringgleis
  - zwischen Heizkraftwerk bzw. Okerbrücke Wendenring durch das Westliche Ringgebiet und die Gartenstadt bis zum Messegelände

Der Weser-Harz-Heide-Radfernweg benutzt teilweise die Verläufe mehrerer stillgelegter Bahntrassen in Südniedersachsen. Hierzu zählen u. a. der Abschnitt der Innerstetalbahn von Langelsheim über Clausthal-Zellerfeld nach Altenau, einen Abschnitt zwischen Rhumspringe und Herzberg sowie Teile der „Gartetalbahn“ (Göttinger Kleinbahn) zwischen Göttingen und Duderstadt und der Dransfelder Rampe zwischen Göttingen und Hann. Münden.

### Nordrhein-Westfalen

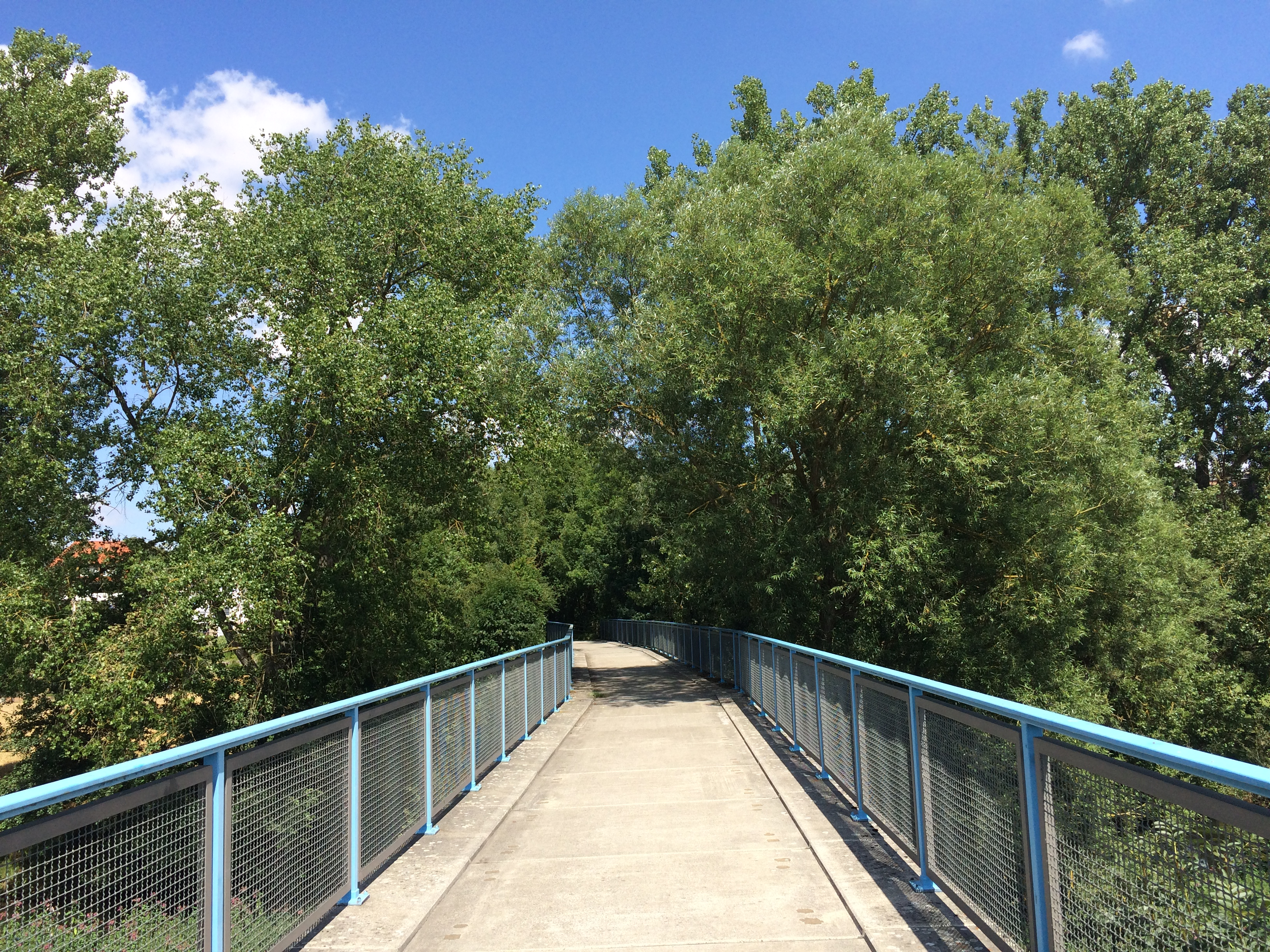
Twiste-Radweg auf der ehem. Eisenbahnbrücke in Warburg über die Diemel (Bahnstrecke Warburg–Sarnau)

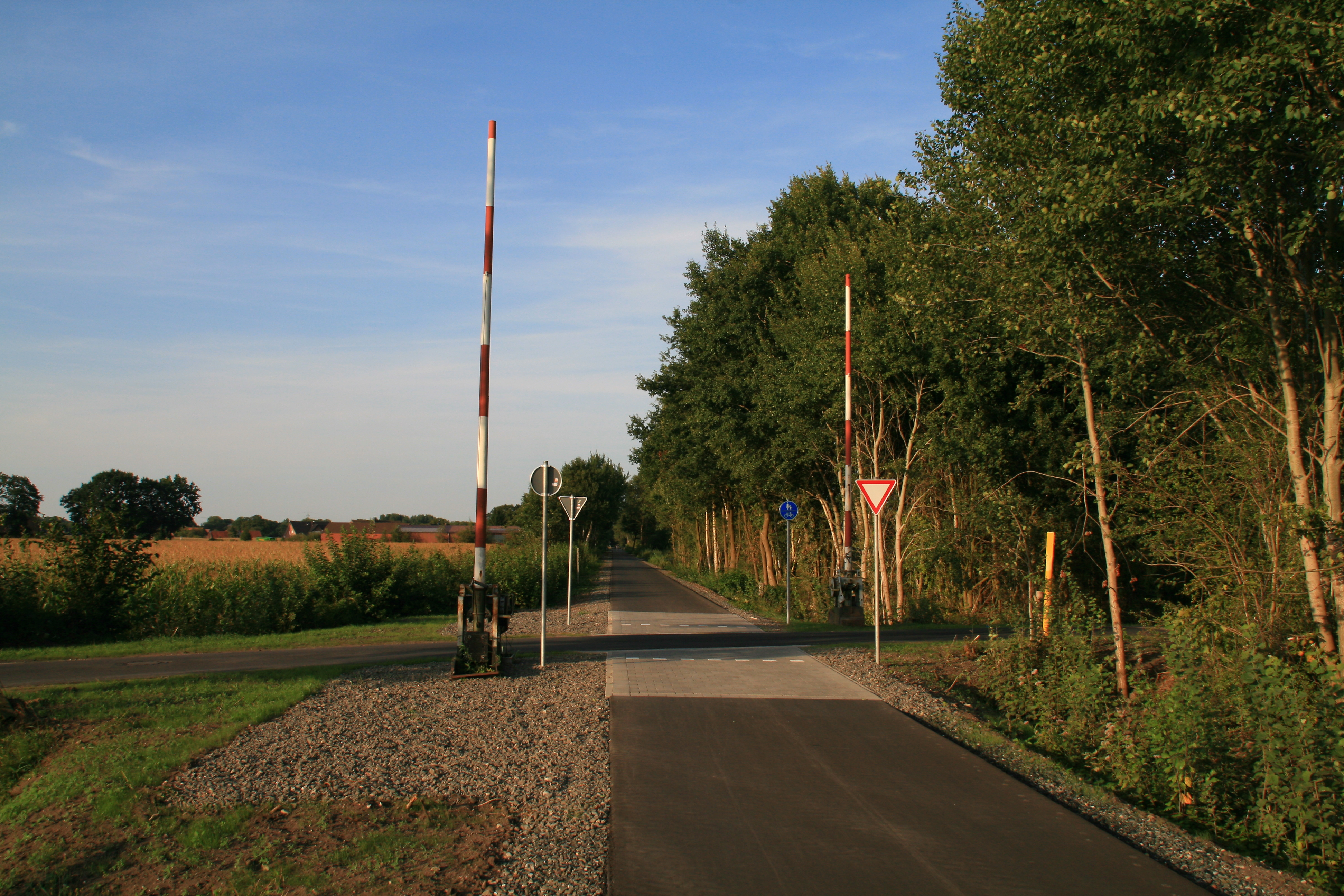
„RadBahn Münsterland“ von Rheine nach Coesfeld (Bezeichnung während der ersten Bauphase: „Schlossallee“)

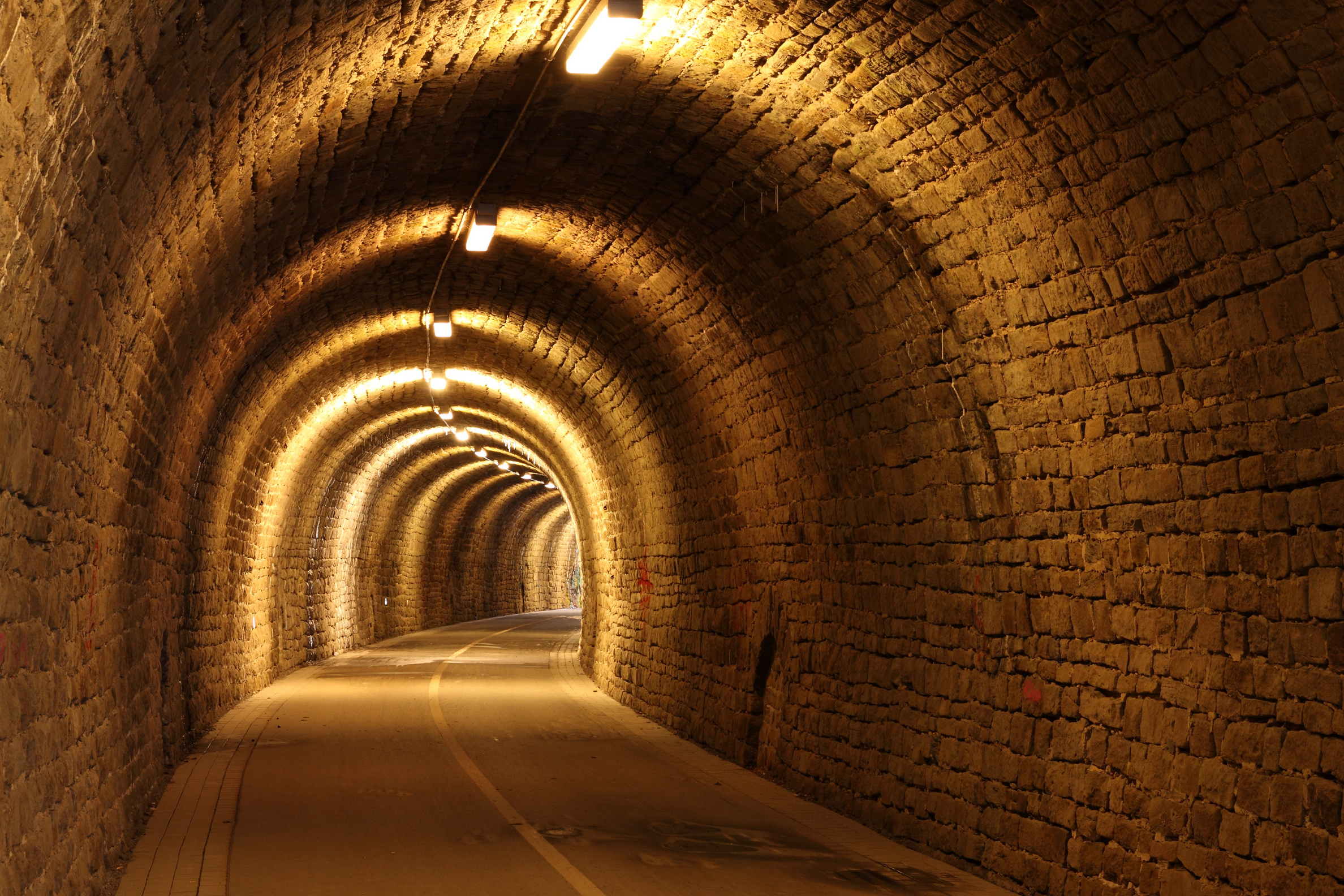
Von-Ruhr-zur-Ruhr-Radweg im Schulenbergtunnel Hattingen

Das Land Nordrhein-Westfalen weist seit 2013 unter dem Titel Alleen-Radwegeprogramm Radwege auf stillgelegten Bahntrassen aus; derzeit 364 km.
- Westfalen
  - Minden–Petershagen auf dem ehemaligen Abschnitt nach Uchte der Mindener Kreisbahnen als Teil des Weser-Radweges
  - Einzelne Abschnitte der Bahnstrecke Bielefeld–Hameln östlich von Lemgo.
  - wie auch der damaligen Bielefelder Kreisbahnen und der Herforder Kleinbahn.
  - Twiste-Radweg auf der früheren Trasse der Twistetalbahn zwischen Warburg (Westf.) und Volkmarsen im nordhessischen Kreis Waldeck-Frankenberg.
  - Kirchlengern–Löhne auf dem Else-Werre-Radweg über die frühere Trasse des Wallücker Willem.
  - BahnRadRoute Hellweg-Weser verläuft nahe verschiedener Strecken und führt über die Trasse der abgebauten Bahnstrecke Schieder–Blomberg.
  - RadBahn Münsterland von Rheine über Burgsteinfurt nach Coesfeld, nutzt Teile der Bahnstrecke Duisburg–Quakenbrück.
  - ehemalige Bahnstrecke Ochtrup–Rheine von Rheine über Neuenkirchen und Wettringen nach Ochtrup.
  - WLE Pengelanton-Route von Soest über Belecke und die frühere Möhnetalbahn nach Brilon. Zwischen Brilon und Völlinghausen verläuft auch der MöhnetalRadweg über die Strecke.
  - Die Asdorftalbahn und ihre Fortführung Richtung Olpe sind heute Teil des Ruhr-Sieg-Radwegs; auf der Trasse selbst liegt nur der Abschnitt hinter Freudenberg mit dem Tunnel bei Hohenhain, alle anderen gehören zu Rheinland-Pfalz.
  - Der SauerlandRadring und der Ruhr-Sieg-Radweg führen zum Teil über die ehemaligen Bahnstrecken Finnentrop–Wennemen und Altenhundem–Wenholthausen, die Finnentrop und Schmallenberg mit Meschede verbanden.[17]
  - Vom Bahnhof Iserlohn bis an die Grenze zu Hemer und vom ehemaligen Bahnhof Hemer bis Menden verläuft auf 9,7 Streckenkilometern des stillgelegten Teilstücks der Bahnstrecke Letmathe–Fröndenberg ein innerstädtischer und von Hemer nach Menden die Bundesstraße 7 begleitender, etwa 14 km langer Radweg. Der Abschnitt von Hemer nach Menden wurde im November 2014 eröffnet und mit einem Streckenpiktogramm „Bahntrassenradweg“ versehen.[18] Der Radweg ist Teil der „Ruhr-Lenne-Achter-Radrunde“.[19]
  - Der Ederauenradweg nutzt auf einigen Abschnitten zwischen Bad Berleburg und Beddelhausen die Trasse der stillgelegten Bahnstrecke Bad Berleburg–Allendorf.
  - Auf einem stillgelegten Teilstück der Bahnstrecke Nuttlar–Frankenberg führt der Linspher Radweg durch das Linsphertal zwischen Allendorf (Eder) und Hallenberg, Nuhnetal bis Züschen und weiter bis Winterberg.
- Ruhrgebiet

Pfeilerbrücke der Erzbahn

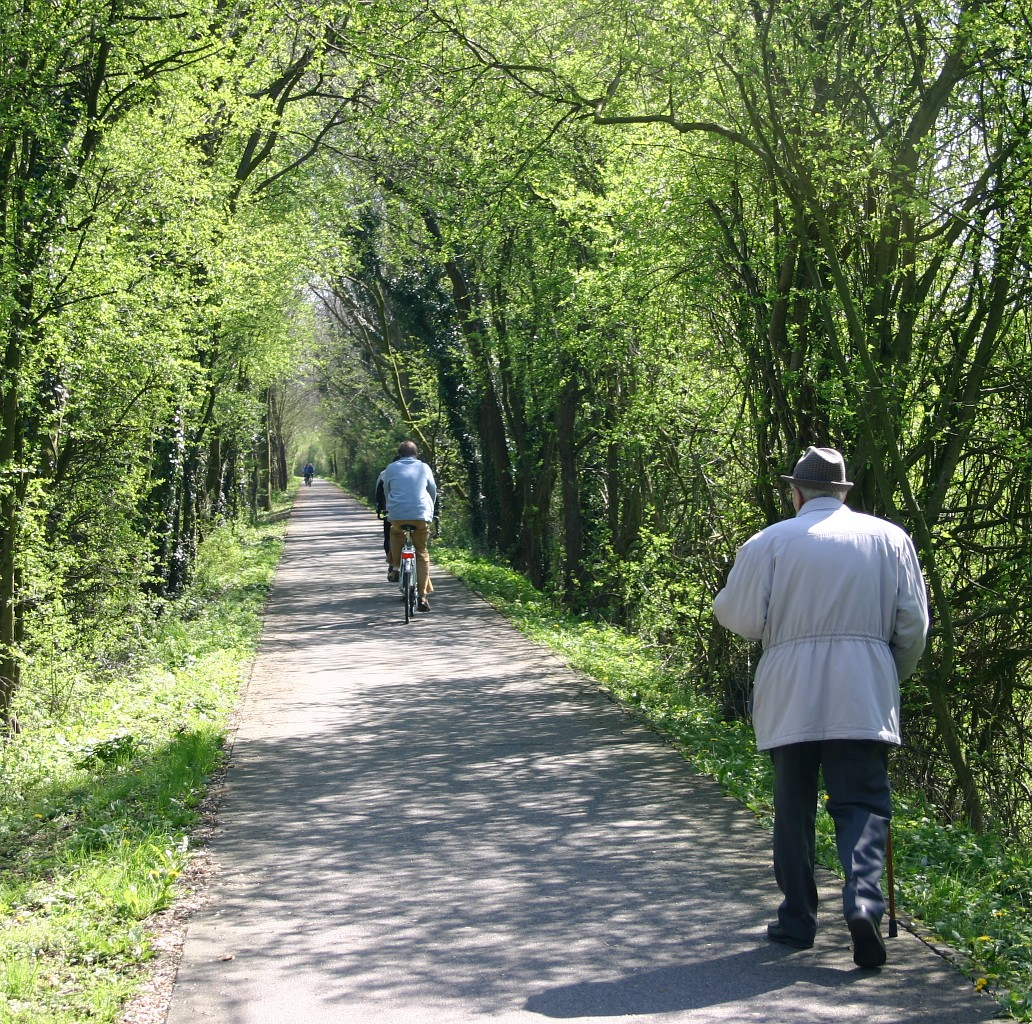
Vennbahnradweg bei Kornelimünster

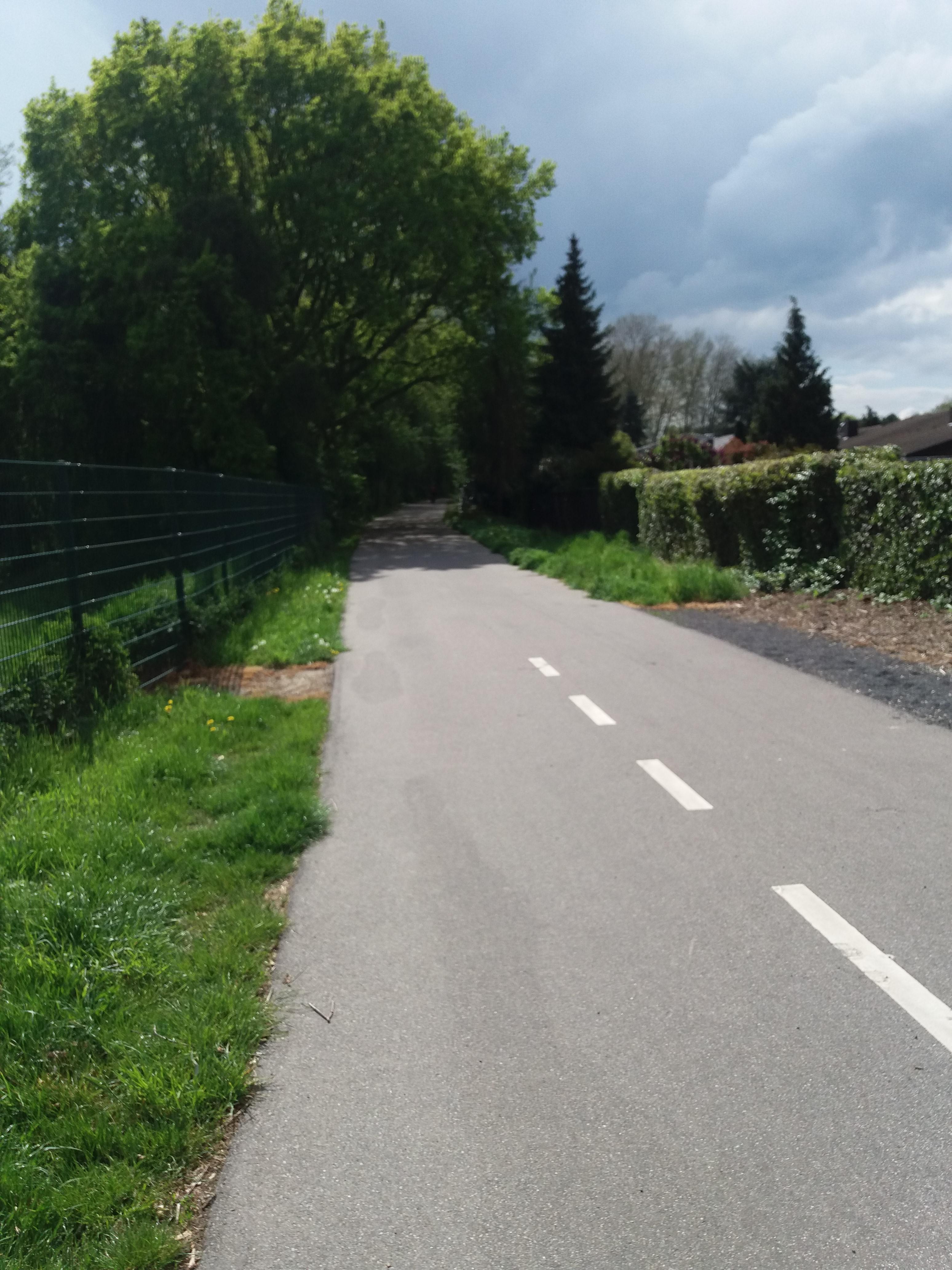
Bahntrassenradweg Aachen-Jülich

- - Abschnitt Welver–Unna-Königsborn der Bahnstrecke nach OB-Sterkrade[20]
  - Teil des Emscher Park Radwegs, verläuft als Grüner Pfad auf der Trasse der Emschertalbahn der Köln-Mindener Eisenbahn-Gesellschaft zwischen Oberhausen-Sterkrade und Duisburg-Ruhrort.
  - im Jahr 2007 fertiggestellte ehemalige Güterverkehrsstrecke HOAG-Trasse zwischen Oberhausen-Sterkrade und Duisburg-Walsum.
  - Der Radschnellweg Ruhr soll auf einem Abschnitt der ehemaligen Ruhrgebietsbahntrasse der Rheinischen Bahn mit einer Gesamtlänge von 21 Kilometern vom Campus Essen der Universität Duisburg-Essen über den Hauptbahnhof Mülheim bis zum Rheinpark Duisburg führen. Seit November 2015 fertiggestellt ist das Teilstück Essener Uni-Viertel über Essen-Altendorf und Essen-Schönebeck bis Mülheim (Ruhr) Hauptbahnhof. Daran schließt sich der Abschnitt Stadt-Viadukt und Ruhrbrücke Mülheim an. 2019 wurde dieser Abschnitt weitergeführt bis zur Hochschule Ruhr West (Campus Mülheim-Broich).
  - Grugatrasse: Auch die Trasse der früheren Bahnstrecke Mülheim-Heißen–Altendorf (Ruhr) wurde umgebaut und zweigt vom RS1 ab.
  - Hugobahn in Gelsenkirchen-Beckhausen[21]
  - Auf der ehemaligen Trasse der Niederbergbahn wurde 2011 auf einer Länge von 25 km der Panoramaradweg Niederbergbahn von Wülfrath über Velbert und Heiligenhaus nach Essen-Kettwig eröffnet.[22][23]
  - Von-Ruhr-zur-Ruhr-Radweg, der vier Trassen benutzt
  - Bahnstrecke Dortmund-Löttringhausen–Bochum-Langendreer (Rheinischer Esel)
  - Erzbahn zwischen Bochum und dem Rhein-Herne-Kanal, siehe auch Kray–Wanner Bahn[24]
  - Abschnitt Witten-Höhe–Wengern der Elbschetalbahn
  - Springorum-Radweg zwischen Bochum-Altenbochum und Bochum-Dahlhausen
- Bergisches Land
  - Balkantrasse von Leverkusen-Opladen nach Remscheid-Lennep
  - Korkenziehertrasse in Solingen
  - Abgebaute Wippertalbahn zwischen Marienheide und Wipperfürth
  - Die Sülztalbahn wurde zwischen Hommerich und Lindlar auf einer Länge von 6,4 km zum Rad- und Gehweg umgestaltet und am 5. Mai 2013 für die Öffentlichkeit freigegeben.[25] Zwischen Bensberg und Rösrath kann man bereits seit mehreren Jahren auf der Bahntrasse durch das Naherholungsgebiet Königsforst Rad fahren (ca. 7 km).
  - Die Bahnstrecke Siegburg–Olpe ist zwischen Drolshagen und Olpe zum Radweg umgestaltet worden, inklusive des Wegeringhauser Tunnels (724 m Länge), der 2012 für die Radfahrer freigegeben wurde.[26] Auch am südlichen Ende dieser Strecke zwischen Lohmar und Siegburg entstand bis März 2014 auf 6,5 km ein neuer Bahnradweg.[27]
  - ehemalige Trasse der Burgholzbahn (auch „Samba“ genannt) zwischen Wuppertal-Elberfeld und Wuppertal-Cronenberg
  - ehemalige Nordbahntrasse in Wuppertal als 20 km lange, schnelle innerstädtische Direktverbindung von Vohwinkel im Westen über Elberfeld und Barmen bis Wichlinghausen im Osten mit Verlängerung hinauf zur Wupper-Ruhr-Wasserscheide im Tunnel Schee, wo an der Stadtgrenze zu Sprockhövel der Wechsel ins Von-Ruhr-zur-Ruhr-Radwege-Netz möglich ist.
  - ehemalige Schwarzbachtrasse im Osten Wuppertals, 2 km langer Abzweig von der Nordbahntrasse im Bahnhof Wichlinghausen nach Langerfeld.
- Rheinland
  - Auf dem stillgelegten Teilstück der Niederrheinstrecke zwischen Xanten und Kleve wird derzeit ein teilweise schon fertiggestellter Radweg gebaut.
  - In dieser Region befinden sich auch die Strecke Kempen–Kaldenkirchen sowie die Verbindung Nordkanal-Radweg zwischen Kaarst und Neersen.
  - Vennbahnradweg (Besonderheit ist, dass der größte Teil der Strecke belgisches Staatsgebiet ist) von Aachen-Rothe Erde über Kornelimünster, Walheim, Raeren, Roetgen, Monschau, Sankt Vith nach Ulflingen, Gesamtlänge 125 km
  - Auf der Bahnstrecke Aachen Nord–Jülich wurde seit 2014 damit begonnen die stillgelegte Trasse für den Bahntrassenradweg Aachen–Jülich zu verwenden. Der Ausbau von Aachen bis Jülich wurde gemeinsam durch die Städteregion Aachen und dem Kreis Düren finanziert. Die Gesamtlänge beträgt 30 km[28]

### Rheinland-Pfalz
- Eifel

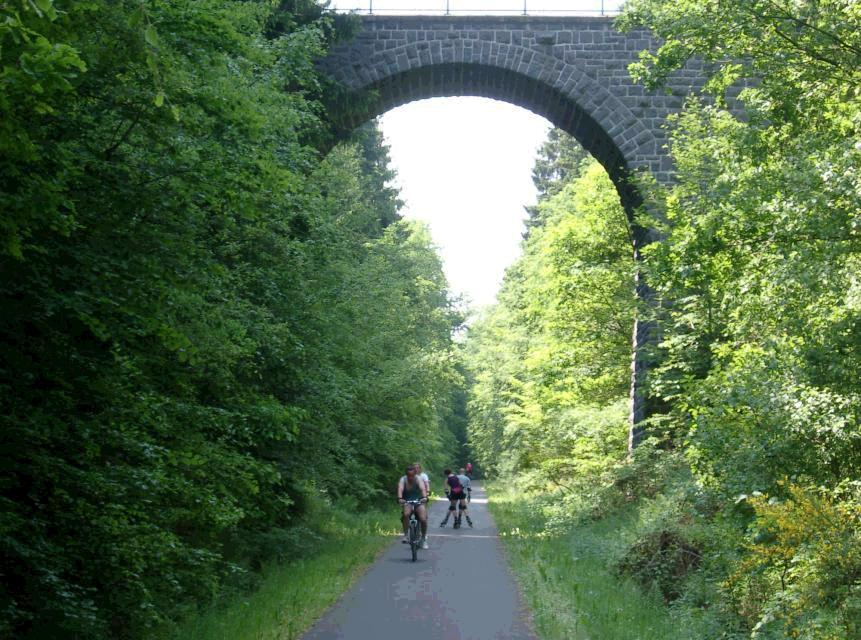
Maare-Mosel-Radweg

  - Kyller Tunnel und Dechen-Tunnel neben der normal befahrenen Eifelstrecke im Verlauf des Kyll-Radweges
  - Die Trasse der Nims-Sauertalbahn wird zwischen Bitburg und Igel von dem Nimstal- sowie dem Sauertal-Radweg genutzt.[29]
  - Maare-Mosel-Radweg auf der Strecke der ehemaligen Maare-Mosel-Bahn
  - Abschnitte der ehemaligen Westeifelbahn sowie Insul–Schuld und Dorsel–Fuchshofen auf der abgebauten Mittleren Ahrtalbahn als Teil des Ahr-Radweges
  - Radweg auf der Trasse der ehemaligen Kleinbahn Philippsheim–Binsfeld
  - Radwege auf der Bahnstrecke Koblenz-Lützel–Mayen Ost zwischen Mayen und Ochtendung und – davon abzweigend – auf der Bahnstrecke Polch–Münstermaifeld.
- Hunsrück/Mosel
  - Die Moselbahn (Trier Hbf – Bullay) wurde in vielen Abschnitten für den Moselradweg wiederverwendet.
  - Ruwer-Hochwald-Radweg zwischen Trier-Ruwer und Hermeskeil
  - Teil der Bahnstrecke Türkismühle–Kusel, die teilweise in Rheinland-Pfalz liegt
  - Schinderhannes-Radweg im Hunsrück
  - Bahnstrecke Neubrücke–Birkenfeld
- Rheinhessen
  - Selztalradweg auf den ehemaligen Bahnstrecken Amiche und Zuckerlottche sowie Abzweig zum Valtinche
  - Radweg auf einem Teil der ehemaligen Bahnstrecke Worms–Gundheim
  - Kleinbahn-Radrundweg Ellerbachtal–Gräfenbachtal auf den beiden Strecken der ehemaligen Kreuznacher Kleinbahnen
  - Zwischen Wöllstein und Frei-Laubenheim verlief das Bawettche
- Pfalz
  - Die Bachbahn wurde zwischen Weilerbach und Reichenbach in einen Radweg umgewandelt.
  - Die Bahnstrecke Lampertsmühle-Otterbach–Otterberg wurde ebenfalls großteils in einen Radweg umgewandelt
  - Hornbachbahn zwischen Rimschweiler und Brenschelbach
  - Bliestalbahn zwischen Bierbach und Reinheim
  - Abschnitt der Lokalbahn Speyer–Neustadt
- Östlich des Rheins
  - Bahnstrecke Grenzau–Hillscheid ab Ortsausgang Höhr-Grenzhausen
  - Der Westerwald-Rhein-Radweg verläuft zwischen Westerburg und Wallmerod auf der Bahnstrecke Herborn–Montabaur (Westerwaldquerbahn).
  - Die Asdorftalbahn sowie ihre Fortführung Richtung Olpe sind zwischen Kirchen (Sieg) und Wildenburg heute fast vollständig ein Radweg, der allerdings innerhalb von Freudenberg (Nordrhein-Westfalen) anders verlegt wurde.

### Saarland
- Bliestal-Freizeitweg auf der Strecke der ehemaligen Bliestalbahn bei Blieskastel
- Radweg auf der ehem. Strecke zwischen St. Wendel und Tholey
- Köllertalradweg zwischen Völklingen und Etzenhofen auf dem stillgelegten Teil der Köllertalbahn
- Radweg St. Wendeler Land (Freisen - Nonnweiler/Bierfeld) auf der ehemaligen Hochwaldbahn[30]

### Sachsen
- Ostsachsen

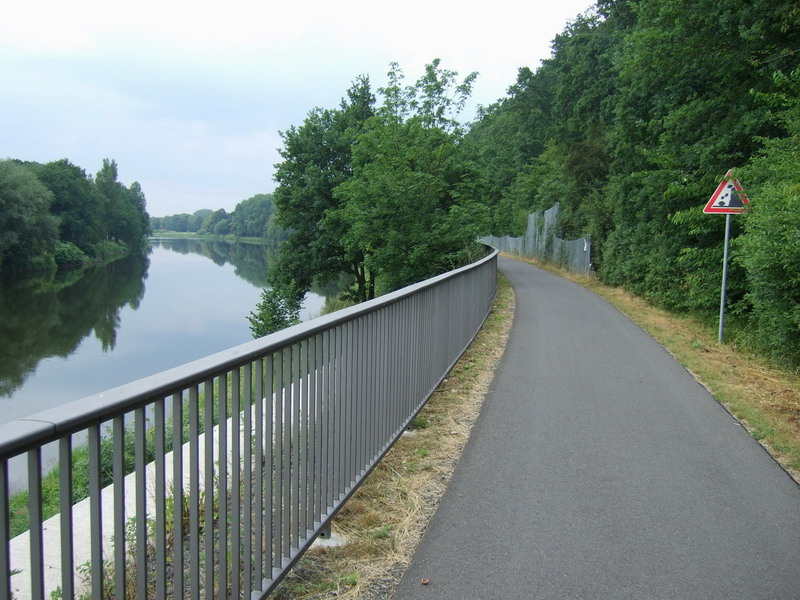
Der Muldentalbahn-Radweg bei Nerchau

  - Radweg auf der ehemaligen Görlitzer Kreisbahn von Görlitz nach Königshain eröffnet im Sommer 2009
  - Halbendorf/Gebirge–Löbau auf der Bahnstrecke Großpostwitz–Löbau im Lausitzer Bergland
  - „Radweg Schönfelder Hochland“ führt ca. 14 km von Weißig nach Dürrröhrsdorf-Dittersbach auf der ehemaligen Trasse der Bahnstrecke Dürrröhrsdorf–Weißig
  - Abschnitte der stillgelegten Bahnstrecke Pirna–Gottleuba
  - Abschnitte der Schmalspurbahn Taubenheim–Dürrhennersdorf
  - Abschnitte der Bahnstrecke Freital Ost–Possendorf zwischen Freital-Burgk und Possendorf als Guido-Brescius-Weg
  - Abschnitte der abgebauten Bahnstrecken Gaschwitz–Meuselwitz und Neukieritzsch–Pegau
- Mittelsachsen
  - Meißner 8, Radwege auf den Strecken der Schmalspurbahn Wilsdruff–Gärtitz
  - Radweg Aue–Wolfsgrün auf der hier stillgelegten Bahnstrecke Chemnitz–Adorf als Bestandteil des Mulderadweges durch den Bockauer Tunnel[31]
  - Chemnitztalradweg auf der ehemaligen Trasse der Chemnitztalbahn
  - Radweg auf der ehemaligen Bahnstrecke Roßwein–Niederwiesa zwischen Hainichen und Roßwein
  - Kohlebahnradweg von Lugau bis Mittelbach auf der ehemaligen Bahnstrecke Neuoelsnitz–Wüstenbrand
- Erzgebirge
  - Preßnitztal-Radweg von Streckewalde bis Steinbach auf dem Bahndamm der Schmalspurbahn Wolkenstein–Jöhstadt
  - Wilischthal-Radweg auf der Trasse der ehem. Schmalspurbahn Wilischthal–Thum und der Schmalspurbahn Schönfeld-Wiesa–Meinersdorf im Erzgebirge
  - Radweg auf einem Teilstück der ehemaligen Bahnstrecke Königswalde–Annaberg-Buchholz ob Bf
  - Radweg auf der ehemaligen Bahnstrecke Walthersdorf–Crottendorf
- Vogtland
  - Radweg Falkenstein–Oelsnitz
- Landkreis Leipzig
  - Wyhratalradweg auf der Bahnstrecke Frohburg–Kohren-Sahlis
  - Mulderadweg im Abschnitt Großbothen–Grimma–Wurzen auf der ehemaligen Trasse der Muldentalbahn
  - Bahnstrecke Leipzig-Plagwitz–Pörsten zwischen Leipzig-Lausen und Rippach (Sachsen-Anhalt); Teil des Elster-Saale-Radwegs[32]

### Sachsen-Anhalt
- Teil der Bahnstrecke Biederitz–Magdeburg-Buckau östlich der Elbe
- Zuckerbahnradweg auf der ehemaligen Bahnstrecke Zeitz–Camburg
- Elbe-Saale – Radweg auf der demontierten Bahnstrecke Leipzig-Plagwitz–Pörsten
- größere Teile der Trasse der Hafenbahn Halle („Hafenbahntrasse“)
- Teil der Bahnstrecke Merseburg–Leipzig-Leutzsch

### Schleswig-Holstein
- Noorwanderweg der Eckernförder Kreisbahnen nach Owschlag (teilweise)
- Trasse der Elmshorn-Barmstedt-Oldesloer Eisenbahn (EBOE) (von Bad Oldesloe nach Grabau und weiter bis Henstedt-Ulzburg, 27 km)[33]
- Königlich Preußische Staatsbahn-Trasse (von Bad Oldesloe nach Trittau, 22 km)[34]
- Bahntrasse der Südstormarnschen Kreisbahn (von Trittau nach Glinde, 19 km)[35]
- Bahntrasse der Kleinbahn Kiel–Segeberg von Bad Segeberg und Blunk
- Ehemalige Gütergleistrasse vom Citti-Park bis zur Universität in Kiel, jetzt Veloroute 10[36]
- Westlicher Teil der vormaligen Bahnstrecke Mölln–Hollenbek
- Trassen der Inselbahn Sylt
- Teilabschnitte der Bahnstrecke Lübeck-Travemünde Hafen–Niendorf (Ostsee)
- Ehemalige Bahnstrecke Wrist–Itzehoe
- Stichstrecke nach Heiligenhafen ab dem Gleisdreieck Lütjenbrode an der Bahnstrecke Lübeck–Puttgarden[37]

### Thüringen

Küllstedter Tunnel (1530 m) am Kanonenbahn-Radweg

- Unstrut-Radweg zwischen Thamsbrück und Nägelstedt
- Ulsterradweg zwischen hessischer und thüringischer Rhön auf der Trasse der Ulstertalbahn
- Mommelstein-Radweg in Thüringen zwischen Wernshausen/Schmalkalden und Auwallenburg/Rennsteig
- Laura-Radweg bei Weimar neben und ca. 7 km auf der stillgelegten Trasse einer Schmalspurbahn
- Nessetal-Radweg auf der ehemaligen Nessetalbahn[38]
- Ilm-Rennsteig-Radweg zwischen Ilmenau und Großbreitenbach auf der Trasse der ehemaligen Bahnstrecke Ilmenau–Großbreitenbach
- Abschnitt Crossen an der Elster–Golmsdorf der ehemaligen Bahnstrecke Crossen–Porstendorf
- Abschnitt Heiligenstadt–Kalteneber, ehemalige Bahnstrecke Heiligenstadt–Schwebda. Dieser Radweg ergänzt die „Südeichsfeldroute“.
- Kanonenbahn-Radweg auf einem Teil der Bahnstrecke Leinefelde–Treysa
- Unstrut-Hahle-Radweg auf einem Teil der Bahnstrecke Leinefelde–Wulften
- Unstrut-Werra-Radweg (ca. 16 km)[39] auf Teilen der ehemaligen Bahnstrecken Mühlhausen–Treffurt, Mühlhausen–Ebeleben und Bretleben–Sondershausen
- Abschnitt Greiz–Mohlsdorf der ehemaligen Bahnstrecke Neumark–Greiz[40]
- Bahnstrecke Georgenthal–Tambach-Dietharz
- Zuckerbahn-Radweg auf der ehemaligen Bahnstrecke Zeitz–Camburg

## Finnland
- Baana, ein 1,5 km langer Abschnitt der alten Hafenbahn Helsinki

## Frankreich
In Frankreich sind viele ehemalige Bahnstrecken zusammen mit Leinpfaden an Kanälen in das Netz der Voies vertes eingebunden.

### Elsass
- ehemalige Bahnstrecke Lauterbourg–Wissembourg
- Bahnstrecke Woerth–Lembach (ehemalige Bahn der Maginot-Linie)
- Surbourg–Betschdorf
- Hatten (Bas-Rhin)–Niederroedern
- Bouxwiller (Bas-Rhin)–Neuwiller-lès-Saverne–Dossenheim-sur-Zinsel (Teil der Bahnlinie Haguenau–Saverne)
- Odratzheim–Westhoffen (Teil der Straßenbahnlinie Straßburg–Westhoffen)
- Romanswiller–Wasselonne–Marlenheim–Molsheim (Teil der Bahnlinie Saverne–Molsheim)

### Burgund
- Bahnstrecke Givry – Cluny

### Korsika

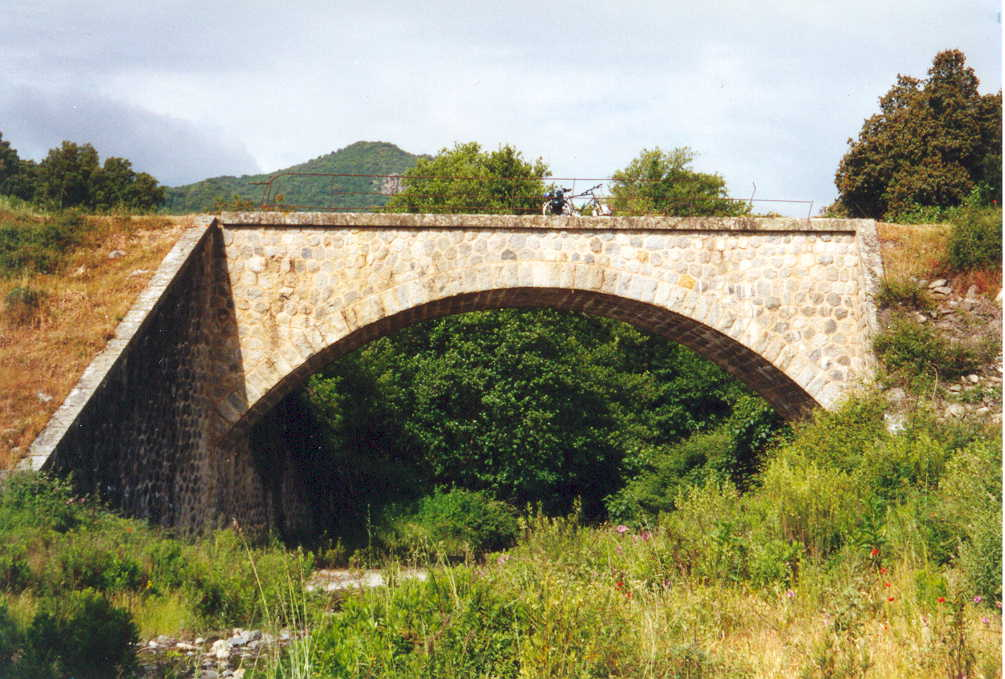
Stillgelegte und zur Landstraße/Radweg umgebaute Eisenbahntrasse auf Korsika

- Bahnstrecke Casamozza–Porto-Vecchio

### Normandie
- Veloroute du Lin - Bahnstrecke Fécamp-Dieppe[42]

### Okzitanien
- Bahnstrecke Castres–Bédarieux ab Mazamet

### Provence
- Bahnstrecke Orange-Buis

### Rhône-Alpes
- ehemalige Bahnstrecke Annecy – Ugine

## Italien

### Südtirol

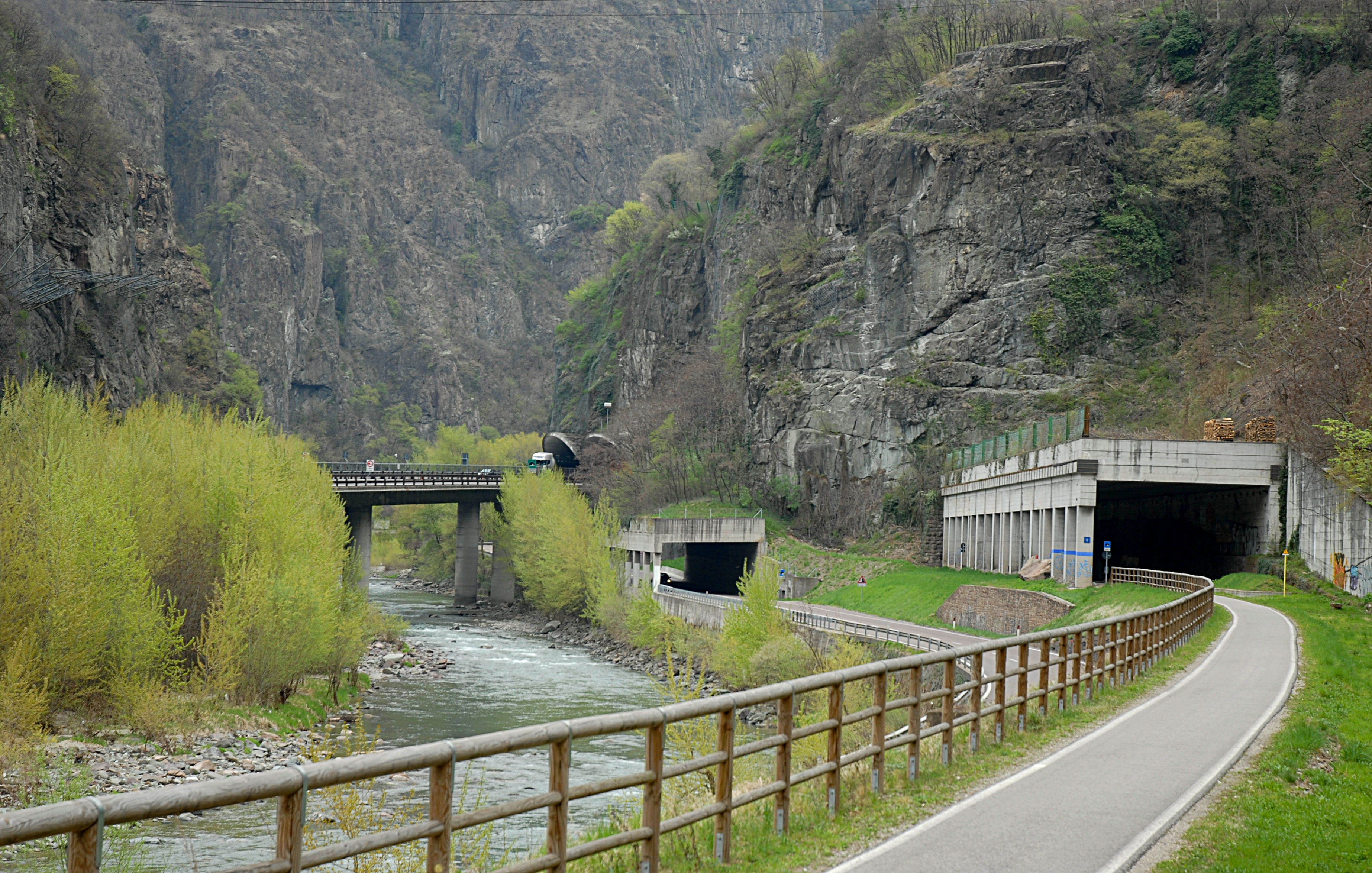
Radweg auf der alten Trasse der Brennerbahn

- Im Überetsch in Südtirol verläuft die Radroute 7 „Bozen–Kaltern“ entlang der alten Bahntrasse der Überetscher Bahn, wobei auch zwei ehemalige Bahntunnel und zwei ehemalige Bahnbrücken genutzt werden.
- Die Radroute 1 „Brenner–Salurn“ nutzt auf vielen Kilometern alte Trassen der Brennerbahn (zwischen Waidbruck und Kardaun) und zu einem kleineren Anteil der Bahnstrecke Bozen–Meran (innerhalb Bozens).
- Die ehemalige Strecke der Dolomitenbahn zwischen Toblach und Calalzo di Cadore wurde in die Radroute 11 „Höhlensteintal“ bzw. den Langen Weg der Dolomiten umgebaut.
- Zwischen Montan und San Lugano ist auf der Radroute 6 „Fleimstal“ eine Teilstrecke der ehemaligen Fleimstalbahn befahrbar.

### Friaul-Julisch Venetien
- Koper nach Draga Sant’Elia
- Tarvis nach Carnia (Venzone) im Rahmen des Alpe-Adria-Radwegs auf der alten Trasse der Pontafelbahn.

### Ligurien
- Ein Abschnitt an der Bahnstrecke Ventimiglia–Genua

### Lombardei
- Bahnstrecke Voghera–Varzi

### Umbrien
- Alte Bahnstrecke (ex-ferrovia) Spoleto - Norcia[43]

## Luxemburg
Im Großherzogtum Luxemburg sind mehrere ehemalige Bahntrassen fürs Radwandern eingerichtet; grenzüberschreitend die
- Bahnstrecke Kautenbach–Bastogne, welche über 20 km durchs Tal der Wiltz führt und dabei durch vier beleuchtete Tunnel führt. Der Teil Kautenbach–Wiltz führt an der aktiven Bahnstrecke entlang.

Weitere Strecken führen (nicht integral) über die früheren Eisenbahnstrecken
- Ettelbrück–Wasserbillig und Ettelbrück–Petingen sowie Teile der ehemaligen
- Schmalspurbahn Luxemburg–Echternach und Luxemburg–Mondorf sowie die
- Schmalspurbahn Diekirch–Vianden und Schmalspurbahn Cruchten–Fels (Larochette).

## Norwegen
- Bahnstrecke Reinsvoll–Skreia

## Österreich

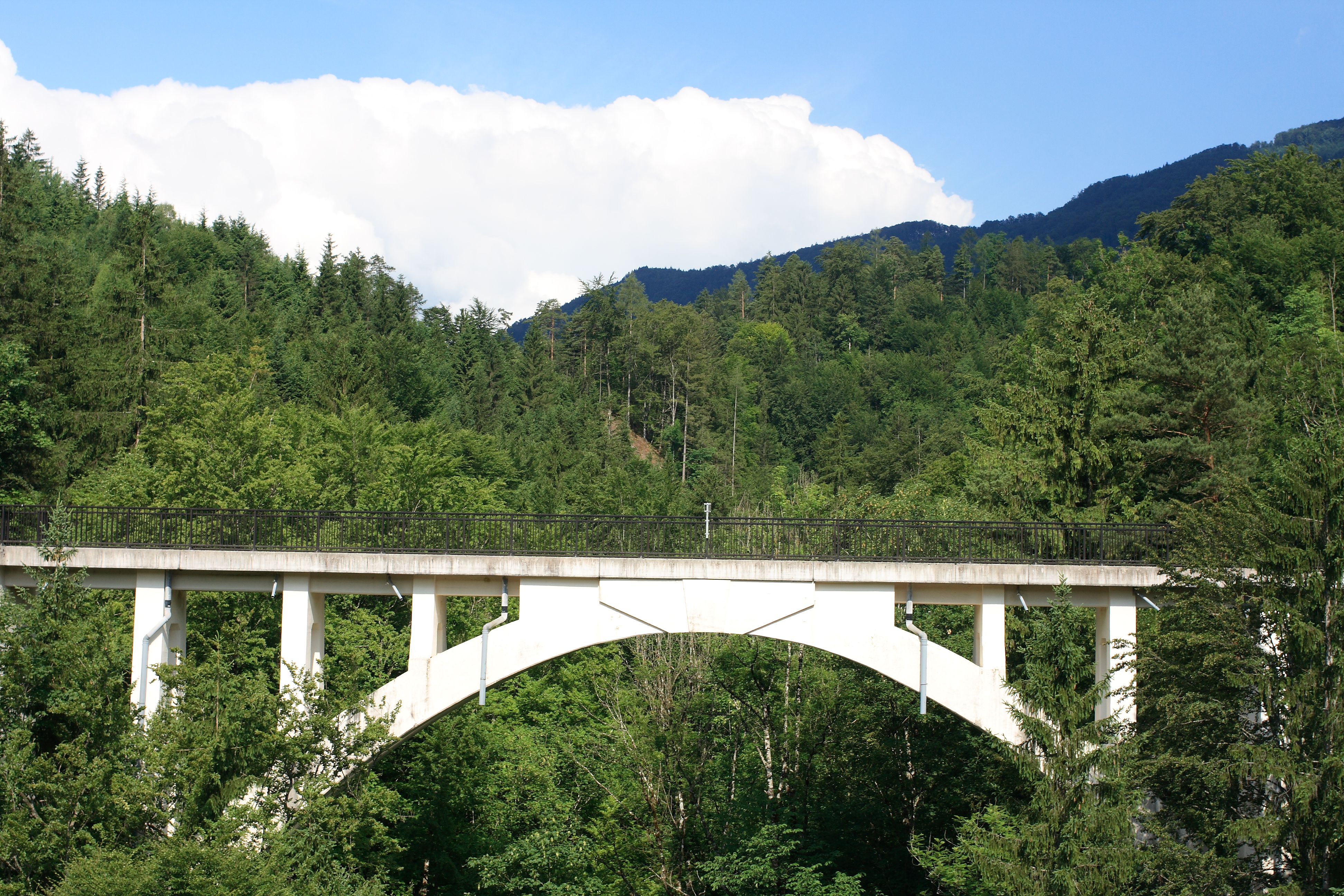
Die Tiefengrabenbrücke des Steyrtalradweges

### Niederösterreich
- Radweg „Dampfross & Drahtesel“ auf der ehemaligen Trasse der Stammersdorfer Lokalbahn
- Der Traisentalradweg zwischen St. Aegyd am Neuwalde und Kernhof verläuft auf der Trasse der Leobersdorfer Bahn, die in diesem Abschnitt 1988 eingestellt wurde.
- Der Thayarunde-Radweg verläuft 50 Kilometer auf den beiden Bahntrassen der Lokalbahn Göpfritz–Raabs und auf dem stillgelegten Teil der Thayatalbahn von Waidhofen nach Slavonice. Der Radweg verläuft großteils neben dem Thayafluss und ist als 111 km Radrunde für Familien und Genussradlerinnen bestens geeignet.
- Der Ybbstalradweg dessen Kernstück großteils auf der Trasse der 2010 stillgelegten Ybbstalbahn führt. Auf 55 Kilometern zwischen Waidhofen an der Ybbs und Lunz am See fährt man eben und kinderfreundlich neben dem Fluss durch die Voralpenlandschaft. Eine Schlucht und ein Tunnel bei Opponitz, die Brücken der ehemaligen Schmalspurstrecke sowie das Flussbad in Hollenstein sind neben dem See in Lunz und dem alten Städtchen Waidhofen mit Museum Höhepunkte. Der Ybbstalradweg an der Eisenstraße wurde am 17. Juni 2017 eröffnet.
- Radweg auf der Trasse der Lokalbahn Siebenbrunn–Engelhartstetten in den Abschnitten Obersiebenbrunn–Orth an der Donau und Eckartsau–Engelhartstetten.

### Oberösterreich
- Der Haager-Lies-Radweg ist 22 km lang. Er geht von Haag am Hausruck nach Neukirchen bei Lambach und wurde vollständig auf der Bahntrasse der Haager Lies errichtet.
- Der Abschnitt Grünburg–Klaus des Steyrtalradweges folgt der Steyrtalbahn.
- Hintergebirgsradweg auf der Trasse der Waldbahn Reichraming

### Salzburg

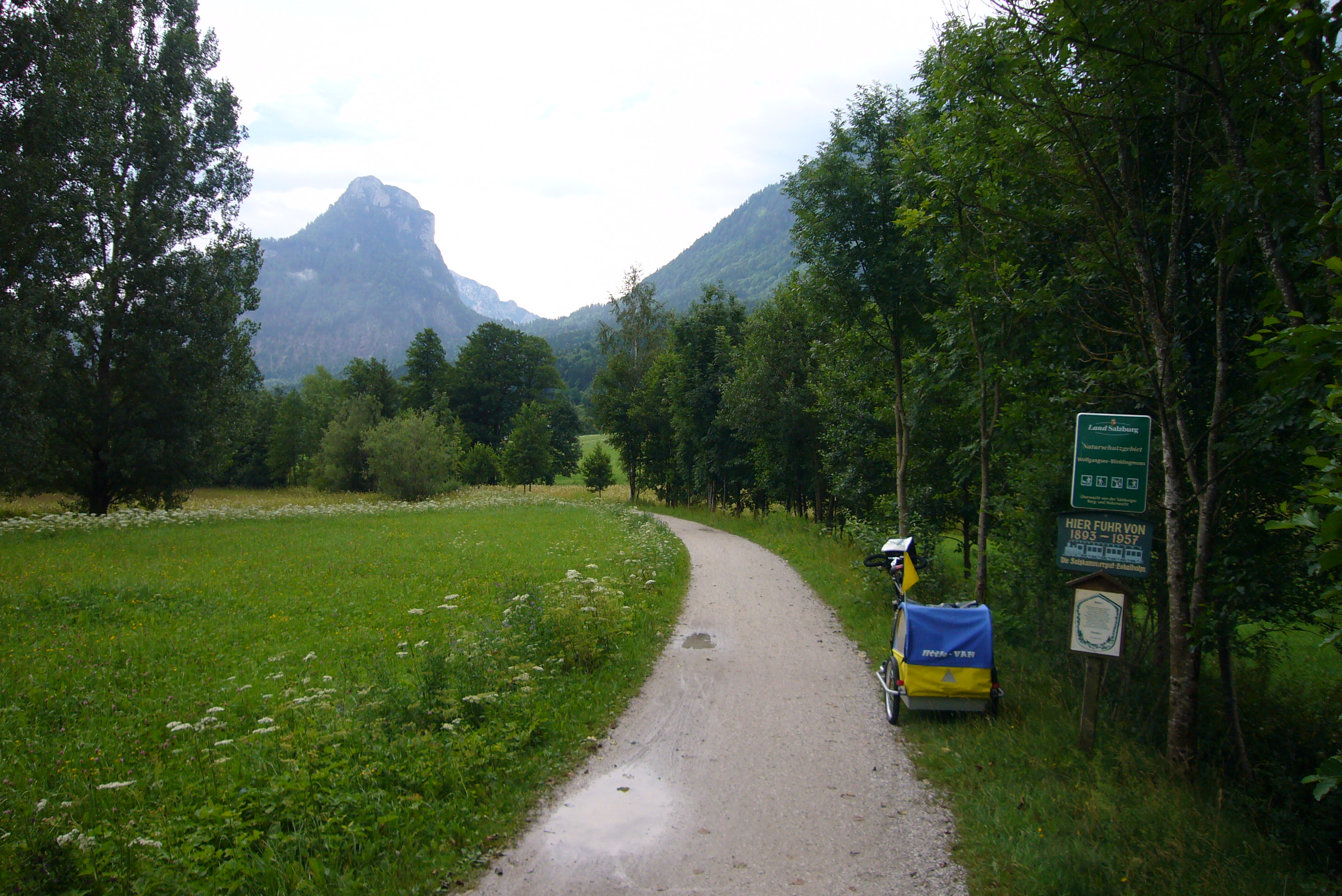
Radweg auf der Trasse der ehemaligen Salzkammergut-Lokalbahn zwischen Strobl und St. Gilgen

- Salzkammergut-Radweg auf der Strecke der ehemaligen Ischlerbahn bzw. Salzkammergut-Lokalbahn von Salzburg nach Bad Ischl

### Steiermark
- erste 18 Kilometer des Feistritztal-Radweges zwischen Ratten und Birkfeld auf dem stillgelegten Streckenabschnitt der Feistritztalbahn
- Radwege auf den ehemaligen Trassen der Lokalbahn Mürzzuschlag–Neuberg sowie der Thörlerbahn.

Eine umfangreichere Quelle gibt es bei www.bahntrassenradeln.de.

## Portugal
- Ecopista do Rio Minho
- Ecovia do Rio Lima
- Ecopista do Tâmega

## Schweden
- Bahnstrecke Höganäs–Mölle, ab 1963
- Klarälvsbanan, ab 2007, von Karlstad nach Hagfors ca. 90 km asphaltiert auf alter Bahntrasse,[45] der Weg geht für weitere 120 km in den Klarälvsleden von Hagfors nach Sysslebäck über.[46][47]
- Banvallsleden von Halmstad nach Karlshamn[48] (~ 150 km)
- Sjuhäradsrundan von Borås nach Ulricehamn (45 km)
- Ätradalsleden Falköping nach Ambjörnarp (93 km)

## Schweiz
- Abschnitt Menziken–Beromünster der Seetalbahn
- Abschnitt Luzern–Horw der Brünigbahn („Freigleis“)[49]
- Abschnitt Canobbio-Tesserete der Lugano-Tesserete-Bahn[50]

## Slowakei
- Bahnstrecke Piešťany–Vrbové, Zelená cesta, eröffnet 2025
- Bahnstrecke Rimavská Sobota–Poltár, eröffnet 2024

## Slowenien

Štrekna

- Štrekna

## Spanien

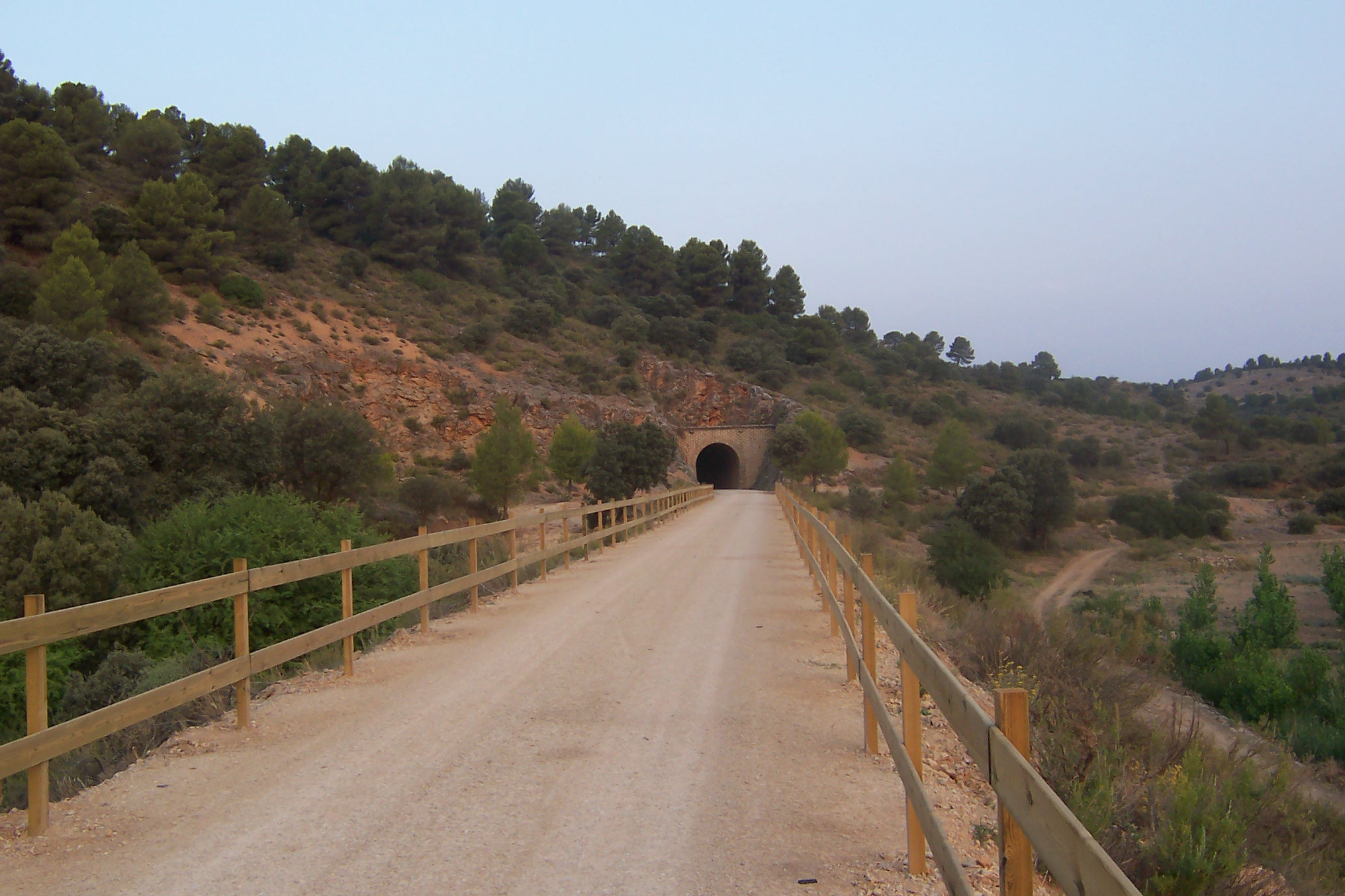
Vía verde Sierra de Alcaraz

Die Radwege auf stillgelegten Bahntrassen werden in Spanien als Vías Verdes bezeichnet. Als Beispiele folgen hier:
- Vía Verde de la Sierra (Andalusien), 36 km, 30 Tunnel, 4 Viadukte
- Via Verde del Carrilet (Katalonien), bestehend aus zwei Abschnitten: Teil 1 von Olot nach Girona mit 54 km (Ruta del Carrilet I), Teil 2 von Girona nach St. Feliu de Guíxols mit 39 km (Ruta del Carrilet II), auch Via Verde de Girona/Costa Brava genannt
- Via Verde de la Terra Alta (Katalonien), 23,6 km lang, mit 20 Tunneln und 5 Viadukten
- Vía Verde de la Val de Zafán (Aragonien), ca. 28 km lang mit dem längsten Tunnel in Europa, der mit dem Fahrrad zu durchfahren ist.
- Vía Verde del Plazaola (Navarra/Baskenland), 69 km lang, 590-m-Höhendifferenz, 53 Tunnel.

## Tschechien
- Abschnitt der Bahnstrecke Řetenice–Liberec zwischen Česká Lípa und Vlčí Důl-Dobranov, eröffnet 1998
- Abschnitt der Bahnstrecke Ostrov nad Ohří–Jáchymov zwischen Horní Žďár und Jáchymov, eröffnet 2013
- Bahnstrecke Kamenický Šenov–Česká Lípa střelnice, Cyklostezka Varhany, eröffnet 2013
- Bahnstrecke Hostašovice–Nový Jičín horní nádraží, eröffnet 2014
- Abschnitt der Bahnstrecke Rokytňany–Dobrovice město zwischen Ledce und Dobrovice, eröffnet 2025
- Abschnitt der Bahnstrecke Svor–Jablonné v Podještědí zwischen Svor und Cvikov, Cyklostezka svaté Zdislavy, eröffnet 2025

## Ungarn
(alles westlich der Donau)
- Teil der Linie 11 von Szentkirályszabadja nach Balatonalmádi
- Alte Strecke der Linie 25 von Bagod nach Zalalövő
- Teil der Linie 11 von Tamási nach Pári

## Außerhalb Europas

### Mexiko
Die folgenden Strecken sind (2012) ausgebaut und in Betrieb:
- Hidalgo: Strecke von Tulancingo über den aufgegebenen Bahnknotenpunkt Ventoquipa nach Cuautepec (ehemalige Línea H und HD, 14 Kilometer, 3 ausgebaute und umgenutzte Stationen)
- Distrito Federal und Morelos: Strecke vom Stadtteil San Angel durch die westlichen Teile der Hauptstadt bis nahe Stadtmitte von Cuernavaca (ehemalige Línea C, 112 Kilometer, höchster Punkt knapp 3000 Meter)

In den folgenden Bundesstaaten bestehen Projekte, die noch nicht zur Realisierung gekommen sind:
- Jalisco: 3 Strecken zwischen Empalme Orendaín – Ameca, La Vega – Etzatlán und Ocotlán – Atotonilco el Alto (Línea TL, TM und IC, insgesamt 121 km, 5 Stationen).
- Veracruz: die imposante Bergstrecke auf der 1985 aufgelassenen Strecke Mexiko-Stadt – Veracruz zwischen Sumidero und Fortín de las Flores (Línea S, 6 Kilometer, einschließlich die berühmte Brücke von Metlac)
- Chihuahua: Strecke von der Stadt Chihuahua durch Gebirge und Wüsten von La Junta bis Ciudad Juárez (Linea QA, 572 Kilometer, 9 Stationen).
- Durango: Strecke von der Staatshauptstadt Durango durch Bergland nach Tepehuanes (Línea DB, 217 Kilometer).
- Guanajuato: Strecke von Salamanca nach Jaral del Progreso (Línea AC, 36 km).

### Südkorea
- Abschnitt der alten Trasse der Jungang Line entlang des Namhan Flusses. Als Radweg mit 8 Tunneln ausgebaut zwischen den modernen Bahnhöfen Paldang und Yangpyeong der U-Bahn Seoul[51]

### Vereinigte Staaten
- Bill Chipman Palouse Trail, 11 km lang
- Columbia Plateau Trail, 209 km lang
- Palouse to Cascades State Park Trail, 177 km lang, größtenteils im Iron Horse State Park